# Убийство Георгия Гапона
Уби́йство Гео́ргия Гапо́на — одно из нераскрытых политических убийств в России. Жертвой убийства стал 36-летний политик и общественный деятель, руководитель Собрания русских фабрично-заводских рабочих Санкт-Петербурга, бывший священник Георгий Аполлонович Гапон. Убийство произошло 28 марта (10 апреля) 1906 года в пригороде Санкт-Петербурга, дачном посёлке Озерки. Никто из убийц не был арестован и не предстал перед судом. Следствие по уголовному делу не привело ни к каким результатам и через несколько лет было закрыто. Материалы следственного дела остались необнародованными. Известно, что в качестве главного подозреваемого в следственном деле фигурировал член партии эсеров, инженер Пётр Моисеевич Рутенберг. 
Через несколько лет после убийства, в 1909 году, Рутенберг обнародовал заявление, в котором признавал, что совершил убийство Гапона по поручению центрального комитета (ЦК) партии эсеров. По утверждению Рутенберга, инициатором и главным организатором убийства был глава Боевой организации эсеров, секретный сотрудник Департамента полиции, инженер Евгений Филиппович Азеф. Заявление Рутенберга было официально подтверждено ЦК партии эсеров и Судебно-следственной комиссией партии эсеров по делу Азефа. Впоследствии в советской историографии имели хождение две противоположные версии: что Гапон «был убит эсерами» и миф, согласно которому Гапон был «судим группой рабочих». Этот миф, основанный на письме, опубликованном вскоре после убийства, противоречит как заявлениям Рутенберга и ЦК партии эсеров, так и воспоминаниям самих исполнителей убийства, утверждавших, что, убивая Гапона, они исполняли решение ЦК.

## Хроника убийства

### Исчезновение Гапона

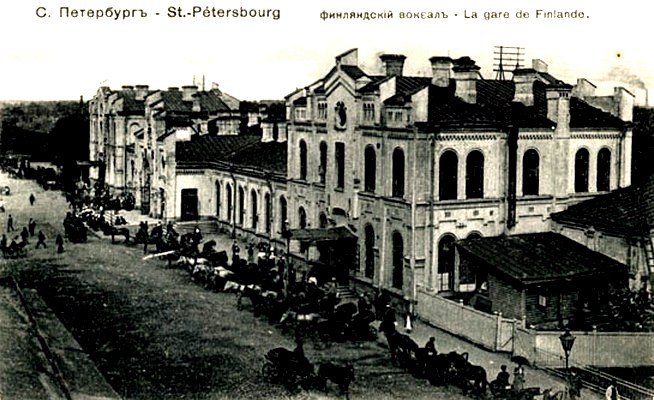
Финляндский вокзал. Фотография начала XX века

28 марта 1906 года бывший священник Георгий Гапон выехал из Санкт-Петербурга по Финляндской железной дороге и не вернулся обратно. Выезжая, Гапон не взял с собой ни вещей, ни оружия и обещал к вечеру вернуться. Близкие к Гапону рабочие забеспокоились, не случилось ли с ним какой-либо беды.
По словам рабочих, в последнее время дела в рабочем «Собрании» стали налаживаться. Несмотря на ряд громких скандалов, связанных с похищением денег и газетной кампанией, организация не разрушилась, а только очистилась от ненужных элементов. Отделы по-прежнему были закрыты, но Центральный организационный комитет продолжал работать и вырабатывать дальнейшую стратегию. Гапон ни на минуту не прекращал хлопот об организации и ежедневно разъезжал по городу, устраивая деловые встречи и свидания. «До последнего дня он не переставал заботиться о нашей организации, ею он только и дышал», — вспоминал один из рабочих. Незадолго до убийства рабочие начали готовиться к изданию своего рабочего журнала. Договорённость об этом уже была достигнута, были найдены деньги и арендовано подходящее помещение. На роль редактора журнала был приглашён известный литератор Сергей Стечкин, писавший под псевдонимом Н. Строев.
За два дня до своего исчезновения, 26 марта, Гапон представил рабочим составленный им проект новой программы организации. Проект имел громкое название «Программа русского синдикализма». Он предусматривал создание единого рабочего союза, независимого от правительства и политических партий. Союз должен был объединить рабочих разных профессий и превратиться в своего рода государство в государстве. В «Программе», в частности, говорилось:
«Рабочие должны объявить себя государством в буржуазном государстве, управляться собственным выборным правительством, издавать собственные законы, запастись собственными средствами — и материальными, и духовными. Мы не пойдём под начальство партий, мы будем самоуправляться, мы не будем ожидать чужой, всегда корыстной, денежной поддержки, мы образуем свой пролетарский фонд. Мы не отдадим своих детей в буржуазные школы. Мы заведём свои школы свободного разума. Мы будем единый союз рабочих, обладающий могуществом — и материальным, и духовным. И только тогда мы будем сильны…»
Накануне исчезновения, 27 марта, Гапон посетил председателя Петербургского окружного суда и в ходе встречи, длившейся около часа, настойчиво требовал привлечения себя к суду для восстановления в гражданских правах. По возвращении в Россию Гапон не был амнистирован, как другие участники событий 9 января 1905 года, и, не добившись амнистии, предложил привлечь к суду самого себя. Незадолго до этого письмо с аналогичным требованием он направил на имя прокурора Петербургской судебной палаты. В письме он, в частности, писал: «Если в прошлых моих действиях правительство уже не видит преступления, то оно должно амнистировать меня, как всех остальных, причастных к движению 9-го января. Если, наоборот, в моих прошлых действиях правительство видит преступления, ещё не получившие своей кары, то судите меня, как беглого преступника, наравне с другими. Я не хочу никаких даров от правительства, ибо позади этих даров скрываются данайцы, и прошу меня легализировать с правом жить в Петербурге, либо привлечь меня к ответственности в суде. Дайте мне возможность открыто и свободно защищать свою честь».
В день исчезновения, 28 марта, Гапон посетил журналиста Н. В. Насакина-Симбирского и обсуждал с ним вопрос о возобновлении деятельности общественного суда над ним под председательством В. М. Грибовского. Общественный суд был задуман Гапоном как способ оправдаться от обвинений, предъявленных ему политическими врагами. В 2 часа дня он посетил один из отделов рабочего «Собрания» на Петербургской стороне и беседовал с рабочими Н. М. Варнашёвым и В. Смирновым, с которыми обсуждал текущие дела. В тот же день он встречался с рабочим Д. В. Кузиным, которого просил устроить ему несколько деловых свиданий. Расставаясь с рабочими, Гапон сказал, что отправляется за город на свидание с представителем партии эсеров. Один из рабочих вспоминал, что человека, на свидание с которым он собирался ехать, звали Мартын. По сведениям рабочих, свидание должно было состояться в Озерках, так как Гапон спрашивал, сколько минут езды до Озерков и можно ли туда доехать на извозчике. К вечеру он обещал вернуться в Петербург. Уезжая в Озерки, Гапон забыл взять с собой револьвер, с которым не расставался в последнее время. По некоторым данным, он не взял его умышленно, заявив, что на этот раз он не нужен.
По словам одного из рабочих, перед отъездом Гапон был, как всегда, весел и бодр и подбадривал своего приунывшего друга: «Не тужи, брат, всё хорошо!.. Всё очень хорошо!.. И отделы откроем!.. И многое рабочим сделаем!.. До свидания!» С этими словами он махнул рукой и отправился на вокзал. Около 4 часов дня Гапон прибыл на Финляндский вокзал, сел на поезд и выехал в направлении станции Шувалово. Вечером он не вернулся в Петербург, и больше его никто не видел.

### Поиски пропавшего Гапона

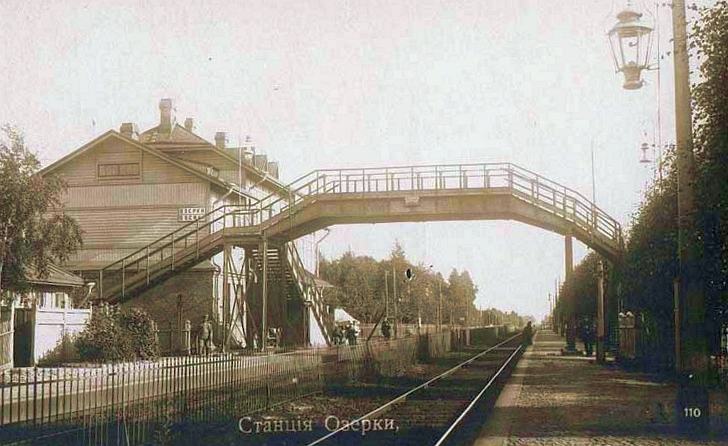
Железнодорожная станция Озерки. Фотография начала XX века

Исчезновение Гапона вызвало тревогу среди близких ему рабочих. Уже давно ходили слухи, что на Гапона готовится покушение. Незадолго до этого было получено сообщение, что решение об убийстве Гапона принято в одном черносотенном кружке, и какой-то человек даже взялся его осуществить. Рабочие предупреждали Гапона об опасности, уверяя, что черносотенцы могут его убить. Гапон соглашался, что «могут», но не боялся. Из других источников приходили сообщения, что Гапоном недовольны революционные партии. Революционеры не могли простить Гапону союз с графом Витте и боялись, что, общаясь с правительственными чиновниками, он разгласит их тайны. Сам Гапон не ожидал опасности с этой стороны, говоря, что революционеры могут хотеть его дискредитировать в глазах общества, но убивать им его незачем. А в беседе с адвокатом С. П. Марголиным он прямо заявлял, что не боится ни рабочих, ни революционеров, но только охранного отделения.
5 апреля гражданская жена Гапона А. К. Уздалёва ходила в Губернское жандармское управление и наводила справки, не арестован ли её муж. В управлении ответили, что никаких распоряжений относительно Гапона не поступало. Тревога среди рабочих нарастала. Уезжая из Петербурга, Гапон не оставил семье денег, и у его жены с ребёнком на руках осталось около 8 рублей. Возникло подозрение, что Гапон убит. 6 апреля в газетах появились сообщения, что Гапон пропал без вести. Газеты строили разные версии об его исчезновении и сообщали всевозможные слухи об его местонахождении. Кто-то высказал мысль, что Гапон мог покончить с собой, но эта версия была единодушно отвергнута его знакомыми. «Надо не знать Гапона, чтоб так думать, — писал журналист Пётр Пильский. — Нет, Гапон не мог кончить с собою. С ним могли кончить, и могли кончить многие». Адвокат Марголин утверждал, что Гапон убит, и высказывал предположение о политическом характере убийства: «Рассуждая логически, об этом не может быть двух мнений: Гапон убит. Другой вопрос, кем он убит, при каких обстоятельствах он убит и какой именно стороне из двух борющихся в рабочем и общественном движении более нужна была его смерть. Тут трудно делать даже догадки, и несомненно, что каждая сторона постарается доказать своё alibi».
В середине апреля в печати появились сообщения, что Гапон убит. 16 апреля в газете «Новое время» под псевдонимом «Маска» была напечатана статья «К убийству о. Гапона». Газета сообщала, что Гапон был убит под Петербургом членом боевой организации эсеров инженером Петром Рутенбергом по кличке Мартын. По утверждению автора, в последнее время Гапон имел несколько встреч с инженером Рутенбергом, который выразил желание перейти на сторону правительства и сообщать ему сведения о деятельности боевой организации. Гапон обещал переговорить об этом с одним из чиновников Департамента полиции. В середине марта Гапон явился к этому лицу и сообщил, что Рутенберг соглашается стать агентом полиции, но требует за свою «измену» партии 100 тысяч рублей. Сумма оказалась слишком большой, и Гапон был уполномочен предложить Рутенбергу 25 тысяч. Решающая встреча должна была состояться на днях в окрестностях Петербурга, и тут-то Мартын решил покончить с Гапоном, как со своим «демоном-искусителем». В статье также высказывалось предположение, что убийство состоялось в Озерках. Впоследствии стало известно, что автором статьи под псевдонимом «Маска» был чиновник особых поручений при Департаменте полиции И. Ф. Манасевич-Мануйлов.
Сообщения «Маски» вызвали в обществе скептическое отношение. В ряде газетных публикаций указывалось, что партии всегда берут на себя ответственность за политические убийства и по существу не признают тайных убийств. Если бы Гапон был убит по приговору какой-то партии, она не замедлила бы сделать об этом публичное заявление. Между тем никакого заявления от партии эсеров не поступало, а её печатные органы сохраняли полное молчание. 18 апреля жена Рутенберга Ольга Хоменко в открытом письме обвинила «Маску» в клевете и потребовала от него доказать написанное, обещая в противном случае «назвать публично клеветниками и провокаторами и автора, и редакцию „Нового времени“, которая ему так услужливо предоставила для этой гнусности свои столбцы». 26 апреля в газетах, наконец, появилось официальное заявление ЦК партии эсеров, сообщавшего о своей полной непричастности к этому делу. В заявлении, в частности, говорилось:
«В „Новом времени“ за подписью „Маска“ и др. появились разного рода „сообщения“ и „разоблачения“ по поводу истории с Гапоном и роли в ней инженера Рутенберга, состоящего якобы членом боевой организации п. с.-р. Все эти сообщения, идущие из охранного отделения, имеют очевидную цель загрязнить имя партии и, как таковые, не заслуживают, конечно, подробного опровержения. Ввиду, однако, перепечатки этих сообщений некоторыми газетами без надлежащих комментарий, центральный комитет п. с.-р. считает нужным заявить, что „сообщения“ „Нового вр<емени>“ — гнусная клевета; инженер Рутенберг никогда не состоял членом боевой организации п. с.-р.; что же касается <Гапона, то за исключением> нескольких случаев непосредственно после 9-го января 1905 г., он не имел никаких сношений ни с одной из партийных организаций».
По сообщению заведующего заграничной агентурой Департамента полиции, газетные статьи по делу об убийстве Гапона возбудили большие толки среди главарей парижских эсеров, и один из них, Осип Минор, в беседе с эмигрантом Романовым «вдавался по сему делу в подробности, ясно доказывающие, что собеседники были детально осведомлены об этом деле ещё до появления газетных известий».

### «Приговор суда рабочих»
19 апреля в газеты было прислано анонимное заявление, утверждавшее, что Гапон убит по приговору неизвестного «суда рабочих». В заявлении утверждалось, что Гапон был предан смерти как «предатель-провокатор» на основании неопровержимых доказательств его вины. Приговор включал шесть пунктов обвинения, повествовавших о сношениях Гапона с правительственными чиновниками и руководителями Департамента полиции по его возвращении в Россию после Манифеста 17 октября. Самое серьёзное обвинение гласило, что Гапон «взял на себя поручение Рачковского и Герасимова узнать и выдать заговоры против царя, Витте и Дурново». Для этого он взялся «соблазнить» в агенты полиции одного «близкого ему человека» и уговаривал его получить «25 000 руб. за выдачу только одного дела, а за четыре дела можно заработать сто тысяч рублей». Гапон уговаривал его не смущаться предстоящими жертвами предательства и не колебаться, так как «25 000 хорошие деньги». В заявлении также утверждалось, что Гапон был «застигнут на месте преступления», «сам всё признал», но объяснил, что сделал это «во имя бывшей у него идеи».
Приговор не содержал никакого указания ни на лиц, совершивших убийство, ни на организацию, от имени которой они действовали. Он также ни одним словом не упоминал о партии эсеров. Большинство комментаторов, ознакомившись с текстом, признали его за фальшивку. Обозреватель «Нового времени» писал: «Приговор этот фальшив до очевидности. В нём нет ни одного факта, о котором бы сам Гапон не рассказывал или не рассказывали другие в „предварительных“ сообщениях и предположениях. Для революционного приговора он длинен и достаточно глуп». Один из рабочих — соратников Гапона — в интервью той же газете говорил: «Для меня несомненно, что суд рабочих, о котором говорится в приговоре, есть мистификация. Его убил один человек, из каких-то ему одному известных соображений. Будь эти последние соображения какой-либо из известных партий, то последние прежде всего опубликовали бы в своих нелегальных органах, а этого нет». Подобные же оценки давали приговору и другие газеты. Впоследствии инженер Пётр Рутенберг признавал, что «приговор суда рабочих» был составлен им самим и отредактирован одним из лидеров партии эсеров М. Р. Гоцем, а затем выслан в Россию из Берлина.

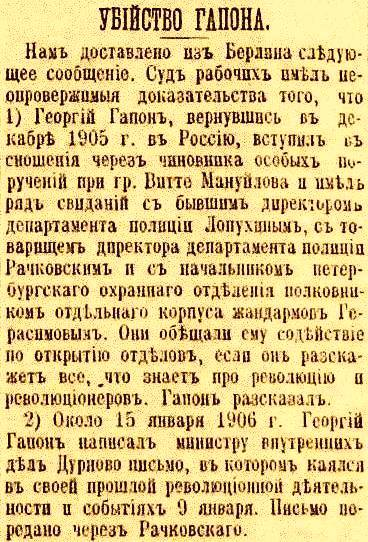
«Приговор суда рабочих» в газете «Новое время» от 19 апреля 1906 года

Одновременно с «приговором суда рабочих» из Берлина на имя адвоката С. П. Марголина была выслана посылка, содержавшая личные вещи Гапона — его бумажник и ключ от несгораемого ящика № 414 банка «Лионский кредит». Вещи, несомненно, принадлежали Гапону. В бумажнике оказались написанные рукой Гапона записки, прочие документы и черновик речи, начинавшейся словами: «Товарищи, спаянные кровью». После вскрытия ящика № 414 банка «Лионский кредит» в нём были найдены два пакета денег: в одном из них оказалось 14 тысяч французских франков, а в другом — 14 тысяч рублей. По разъяснению адвоката Марголина, 14 тысяч франков были личными деньгами Гапона, заработанными им за границей за свои литературные труды, а 14 тысяч рублей — деньгами, принадлежащими гапоновскому «Собранию». Эти деньги были положены на счёт Гапона с одобрения руководства «Собрания» 6 марта 1906 года в присутствии рабочего Д. В. Кузина и представляли собой остатки суммы, отобранной у сбежавшего в Саратов А. И. Матюшенского.
После получения из Берлина личных вещей Гапона исчезли последние сомнения в его смерти. Несмотря на это, прокуратура отказывалась возбуждать уголовное дело и производить какое-либо расследование по факту его исчезновения. На указания, что об убийстве Гапона самым подробным образом сообщалось в газетах, представители властей отвечали, что газетные статьи — это не статьи закона и им не указ. Комментируя эту ситуацию, адвокат Марголин говорил: «Но что удивительнее всего — это полный индифферентизм властей и к этой смерти и к этому загадочному исчезновению. Ведь если бы близкие какого-нибудь Ивана Ивановича заявили администрации об его исчезновении, последняя непременно и немедленно снарядила бы следствие, а тут к этому не предпринимается никаких шагов... Сегодня у меня перебывали корреспонденты многих иностранных газет, получившие от своих редакций телеграфные инструкции расследовать дело, а те, кто обязан интересоваться по долгу государственной службы, те не интересуются... Или, может быть, им всё известно».
Как следует из документов Департамента полиции, Петербургскому охранному отделению было известно о факте убийства Гапона уже 15 апреля 1906 года, ещё до появления газетных статей. В рапорте начальника охранного отделения А. В. Герасимова от 15 апреля сообщалось, что Гапон, «заподозренный революционерами в предательстве, 28 марта был задушен на даче в окрестностях С.-Петербурга членом „боевой организации“ Рутенбергом при содействии нескольких рабочих». На следующий же день, 16 апреля, чиновник Департамента полиции И. Ф. Манасевич-Мануйлов опубликовал в «Новом времени» статью «К убийству о. Гапона», воспроизводившую информацию из охранного отделения. Несмотря на это, уголовное дело по факту убийства Гапона не возбуждалось вплоть до обнаружения его тела, которое произошло 30 апреля без всякого участия полиции. В связи с этим обстоятельством обозреватель газеты «Двадцатый век» писал:
«Это авторство г. Мануйлова убеждает вполне, что полиции было отлично известно, что если Гапон убит, то труп его нужно было искать в Озерках, где он и оказался. Тем не менее, полиция в Озерках никаких поисков не производила... Она, однако, как видно, совершенно не искала, но в то же время её чиновник, г. Мануйлов, пошёл в редакцию близкой ему газеты и рассказал всему миру о секретных отношениях Гапона с его, г. Мануйлова, начальством, не пожалев сего последнего, лишь бы выставить Гапона человеком, который заслужил свою казнь. Какое удивительное стремление, не жалея себя и своих, подсказать обществу оправдания „суда рабочих“!!. Точно эти рабочие и г. Мануйлов были из одной партии и работали вместе. Но ведь этого не было. Так как же всё это объяснить? Ведь вот и „суд рабочих“ до сих пор не откликнулся, несмотря на приглашение печати. И он, очевидно, просто выдуман кем-то. Кем?»

### Обнаружение тела Гапона

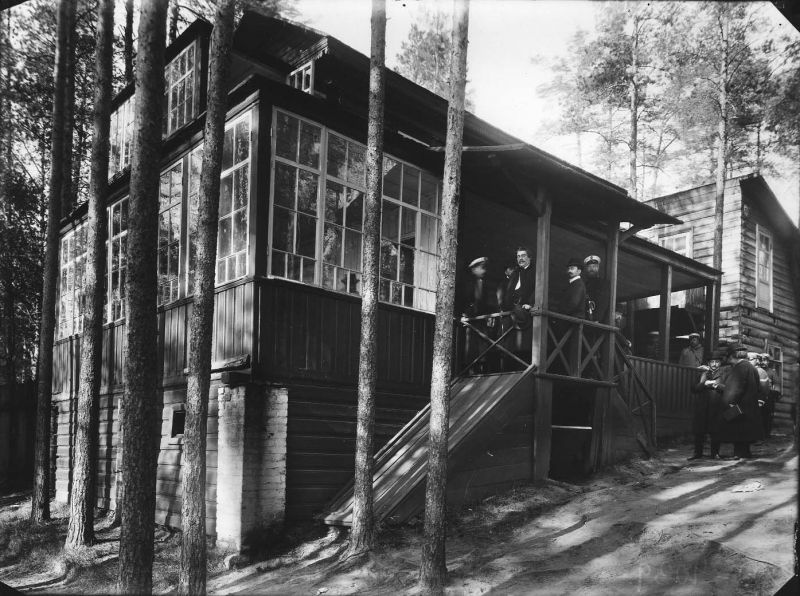
Дом в Озерках, где был убит священник Гапон

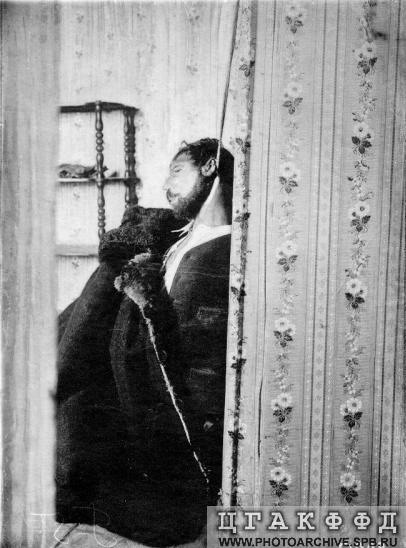
«Страшно кончил этот человек, заставивший так много говорить о себе…» В. А. Шуф

30 апреля в 5 часов дня в Озерках, на даче г-жи Звержинской, было обнаружено тело убитого Гапона. Находка произошла случайно, безо всякой инициативы со стороны полицейских властей. В марте месяце дача была снята неизвестными лицами, которые заперли её на замок, ушли и больше не появлялись. Заподозрив неладное, дачевладелица, г-жа Звержинская, обратилась к местному унтер-офицеру Людорфу. Взяв дворников, слесаря и несколько понятых, унтер-офицер Людорф велел взломать замок и осмотреть дачу. На верхнем этаже дачи, в маленькой задней комнате, был обнаружен труп повешенного человека, по всем приметам похожего на исчезнувшего Гапона. Урядник сообщил о находке приставу 2-го стана Санкт-Петербургского уезда С. Н. Недельскому, который составил протокол, послал за судебным следователем и уведомил прокуратуру. Только после этого было возбуждено уголовное дело. Существует также свидетельство, что тело Гапона на даче обнаружили собиравшиеся её арендовать у Звержинской художники И. А. Владимиров и Н. И. Кравченко.
Комната, в которой произошло убийство, была выбрана чрезвычайно удачно. Маленькая, шириной в 4 и длиной в 5 аршин, с единственным окном, выходящим в сторону озера, она находилась на верхнем этаже дачи, куда вела узкая лестница с первого этажа. Сама дача находилась в стороне от других строений, поэтому крик о помощи едва ли был бы кем-то услышан. Труп Гапона висел направо от входа, верёвка была прикручена к железному крюку вешалки и многократно обмотана вокруг него. Труп находился в полусидячем положении, ноги убитого свободно лежали на полу, руки были заложены назад и сохранили следы от верёвки, которой были связаны. Вид покойного производил тяжёлое впечатление. Лицо потемнело, стало коричневым и напоминало восковую фигуру. На лице были видны следы жестокой борьбы: левый глаз убитого вытек, нос был перебит и искривлён. На лице сохранились ссадины от ударов, а на руке след от укуса. На полу лежал разбитый стакан. Покойный был одет в тёмно-синий пиджак, под которым виднелись жилет, малороссийская рубаха и коричневая фуфайка; у ног лежала сброшенная шуба.
Утром 1 мая на дачу в Озерках прибыли судебные власти и в присутствии понятых приступили к опросу свидетелей. Адвокат С. П. Марголин, рабочие — руководители гапоновского «Собрания» — и несколько журналистов подтвердили, что убитый является Георгием Гапоном. В карманах покойного были найдены его часы и железнодорожный билет из Петербурга в Шувалово и обратно от 28 марта; на столе лежал номер газеты «Двадцатый век» от 27 марта.
После опознания тела следователи приступили к опросу дворников — Николая Конского и Василия Матвеева. По рассказам дворников, 24 марта на дачу прибыли двое мужчин: один брюнет, который назвался Иваном Ивановичем Путилиным, а другой — блондин, который назвался его «приказчиком». Путилин заявил, что желает нанять дачу, и долго торговался, пока не сошёлся в цене. Уходя, он велел оклеить дачу новыми обоями и потребовал, чтобы это было сделано как можно скорее, заявив, что «не любит, когда под ногами путаются». Через два дня он прислал «приказчика» подтвердить поручение и заплатить задаток. 28 марта, в день исчезновения Гапона, оба нанимателя явились вновь и отправили дворника Василия за пивом; когда тот вернулся, ему отдали одну бутылку и разрешили уйти. Что происходило дальше, дворник не знает. На следующее утро он обнаружил, что двери дачи заперты на замок, и с тех пор наниматели не появлялись.

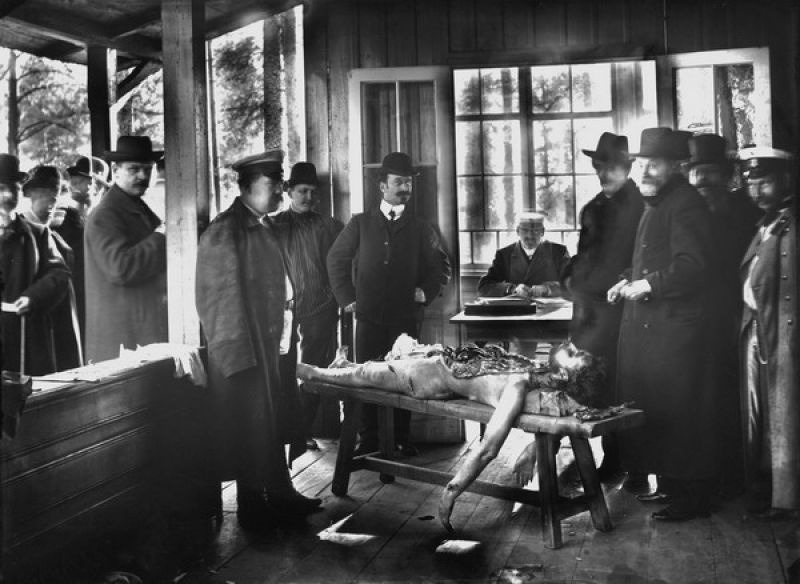
Вскрытие тела Георгия Гапона на даче в Озерках

Чиновник охранного отделения стал предъявлять дворникам фотографические карточки. Когда он вынул одну из них, дворник вскрикнул: «Вот он!» Это была фотография брюнета, нанимавшего дачу и назвавшегося Путилиным. На карточке был изображён Пётр Рутенберг. Личность второго нанимателя не была установлена. Предположение, что им был известный террорист Борис Савинков, не подтвердилось.

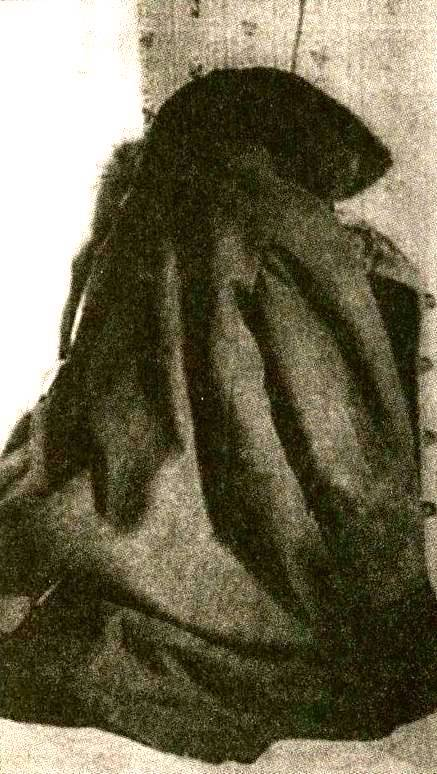
Тело Гапона, накрытое шубой

После осмотра места преступления тело убитого было вынуто из петли и перенесено на первый этаж для вскрытия. Вскрытие производили профессор Д. П. Косоротов и доктор А. И. Мищенко. На вскрытии присутствовали следователь по особо важным делам Н. В. Зайцев, прокурор С. Н. Трегубов, исправник Санкт-Петербургского уезда В. И. Колобнев, присяжный поверенный С. П. Марголин, представители рабочих организаций и печати. По словам профессора Косоротова, тело удивительно хорошо сохранилось, несмотря на то, что провисело на даче более месяца. Вскрытие подтвердило, что смерть наступила от удушения, но осталось неясным, был ли покойный удавлен или повешен. В пользу удавления говорило то, что покойный находился в полусидячем положении, а повесить человека в таком положении невозможно; следовательно, он был подвешен на крюк уже в бессознательном состоянии. В пользу повешения говорило то, что у покойного были переломаны шейные хрящи, а на ногах сохранились следы от ударов; было высказано предположение, что покойного били по ногам, чтобы он не смог подняться. Вскрытие также подтвердило, что убийство сопровождалось продолжительной борьбой. Волосы на голове покойного слиплись и местами прилипли к черепу, как бывает после усилий, вызывающих обильное выделение пота. Покойный имел атлетическое телосложение и развитую мускулатуру.

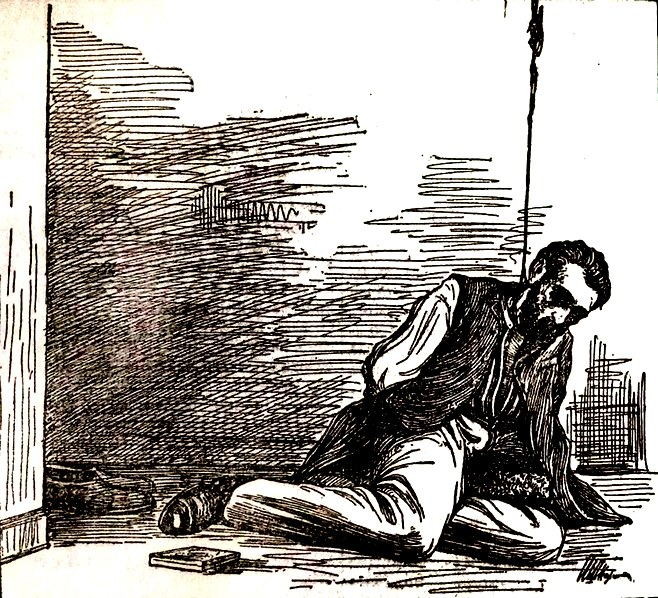
«Недурная партийная казнь! Я никогда не верил, что здесь действовала партия. Тут дело не в гуманности, а в идейном приличии». С. Я. Стечкин

Общая картина убийства рисовалась следующим образом. В одиночной даче было устроено свидание Гапона с неизвестными мужчинами. Гапон явился на дачу по приглашению одного из них для деловых переговоров. Приглашение исходило от хорошо знакомого Гапону человека, от которого он не ожидал никакой опасности; отправляясь на встречу, он не взял с собой оружие. Поднявшись по узкой лестнице в верхнюю маленькую комнату, Гапон был встречен неизвестными и вступил с ними в разговор. Во время разговора собеседники внезапно набросились на Гапона, повалили его на пол и стали вязать. Гапон оказал нападавшим сопротивление и пытался сбросить с себя шубу, однако одна его рука застряла в рукаве. Преступники связали ему руки, причём одна рука оказалась связана вместе с рукавом шубы. После этого на его шею набросили верёвку и начали его душить, а затем поволокли по полу и подвесили на крюк вешалки. Обмотав верёвку вокруг крюка, преступники стали бить его по ногам, а затем сидели у него на ногах и давили на плечи, пока он не задохнулся. Убедившись, что Гапон мёртв, убийцы обыскали его карманы и сожгли в печке какие-то бумаги, а затем покинули дачу, закрыв комнату и нижнюю дверь на замок.
По всем признакам, в убийстве принимало участие более двух человек. Судя по окуркам папирос, как рассчитал адвокат Марголин, преступников было 3—4 человека. Одним из них, вероятно, был инженер Рутенберг, опознанный дворником, другим — его «приказчик», оставшийся неизвестным. Что касается других участников убийства, то они могли проникнуть на дачу из ближайшей рощи либо из соседней дачи, которая была соединена с дачей Звержинской потайным ходом. Вся обстановка свидетельствовала о том, что здесь работали профессионалы, хорошо знавшие своё дело и тщательно подготовившие преступление. Врачи отмечали особую жестокость убийства:
«Самое убийство, по определению врачей-экспертов, произведено было с выдающейся жестокостью, доходящей до цинизма. Смерть была медленная и, вероятно, крайне мучительная. Если Гапон не чувствовал страдания от удушения, то лишь потому, что он был ранее оглушён ударом по голове. На трупе обнаружены следы жестокой борьбы. Убийство, по мнению врачей, произошло на месте, т. е. в верхнем этаже дачи в Озерках; убийцы проявили чисто профессиональное зверство, — они пили и ели до убийства, быть может и после него. Вся обстановка указывает скорей на наёмных убийц, чем на людей, руководившихся идеей революционной казни».
Дача, на которой произошло убийство, была снесена в 1909 году; как сообщают современники, снос произошёл по причине того, что никто не желал снимать дачу, ставшую местом трагедии. Дом числился по Ольгинской (нынешней Эриванской) и Варваринской улицам.

### Похороны Георгия Гапона

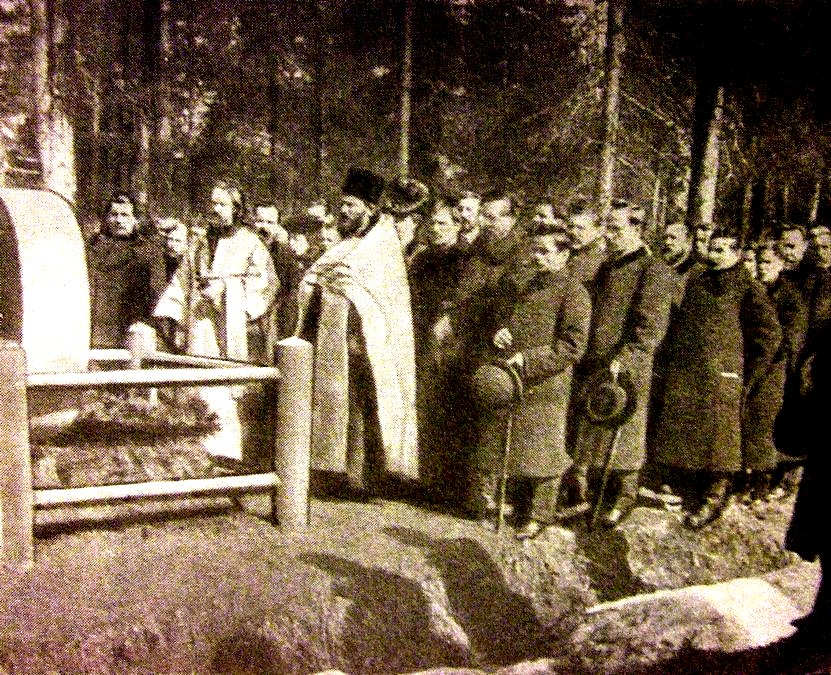
Панихида на могиле Гапона

Похороны Гапона были назначены на 3 мая на загородном Успенском кладбище, что между Шуваловым и Парголовым. Тело покойного было помещено в гроб и перевезено в часовню кладбищенской Успенской церкви. Рабочие ходатайствовали о похоронах на Митрофаньевском кладбище, расположенном в черте города, но не получили разрешения губернатора, опасавшегося возможных демонстраций. Накануне вдова покойного разместила в газете «Слово» объявление: «Александра Константиновна Уздалёва и товарищи-рабочие с глубокою скорбью извещают родных, знакомых и товарищей-рабочих, что в среду 3-го мая состоятся похороны Георгия Аполлоновича Гапона на Успенском кладбище по Финл. ж. дор. Заупокойная литургия начнётся в 10 ½ часов утра, затем состоятся проводы на могилу этого же кладбища». На случай беспорядков на кладбище был выслан усиленный наряд полиции. На место прибыли исправник, становой пристав, несколько урядников и жандармов, а неподалёку, в охотничьем доме, были спрятаны стражники с винтовками и отряд конных городовых.
С утра на кладбище начали прибывать группы рабочих, и к полудню собралось от 150 до 200 человек. Похороны были совершены на средства рабочих организаций. Место для могилы выбрали в 150 саженях от церкви, там, где были погребены рабочие Степанов, Кириллов и Обухов, убитые 9 января 1905 года. После отслуженной панихиды началось прощание с покойным. Рабочие по одному подходили к гробу и узнавали в покойном Георгия Гапона. Плакали несколько женщин, рыдала г-жа Уздалёва. После прощания гроб с телом покойного был предан земле, а затем состоялся рабочий митинг. На состоявшемся митинге был пропет гимн «Вы жертвою пали в борьбе роковой», а затем произносились речи. С речами выступали рабочие В. М. Карелина, В. А. Князев, С. В. Кладовиков, Д. В. Кузин, Г. С. Усанов, В. Смирнов, К. Левин и другие. Рабочие говорили о том, что Гапон пал от злодейской руки, что про него говорили ложь, и требовали отмщения убийцам. Среди присутствовавших раздавались крики: «Месть, месть! Ложь, ложь!» Кузин во время своей речи рыдал. Присутствовавший на митинге обозреватель «Нового времени» писал:
«Из ораторов лучше других говорили рабочие Смирнов, Кузин, Кладовников и г-жа Карелина. Речи их сводились к тому, что Гапон убит злодейски и что его организация, объединённая его памятью, станет теперь ещё теснее и крепче. Лучшую речь сказал рабочий Смирнов. Он подчеркнул жестокость убийства Гапона. Его труп оставался целый месяц непогребённым. Отчего не закололи его кинжалом, не убили из браунинга, а умертвили жестоко, медленно и коварно? Оратор говорил, что он ещё не может назвать убийц, но кто бы они ни были, их постигнет месть друзей Гапона. Раздались крики: „Месть, месть!“ И в ней, подняв руки, клялись 150 человек, стоявших над могилой. Сцена была несколько театральная, напоминала „хор мстителей“ из оперы „Демон“, но всё же становилось жутко при мысли, что это не праздные крики».

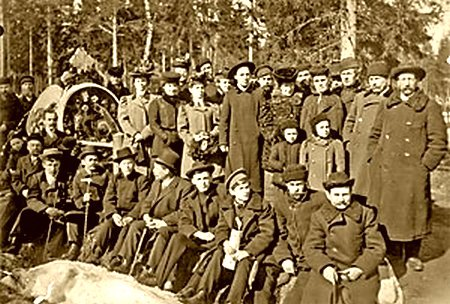
Петербуржцы на могиле Гапона

Некоторые ораторы подчеркнули, что Гапон популяризировал в рабочей среде идеи социализма, что он первый показал дорогу к царю и к Государственной Думе. Ораторы говорили о нареканиях на Гапона. Как бы его ни чернили, он останется для рабочих героем 9 января. Даже говоря о мести, сторонники Гапона взывали к благородству своих противников, требуя от них доказательств их обвинений и их права судить его. Некоторые ораторы высказали мысль, что убийство есть дело рук правительства, и вспоминали чьё-то высказывание: «Гапон Витте спасёт, а Витте его погубит». Митинг закончился исполнением гимна «Свобода», начинающегося словами: «Смело, товарищи, в ногу». На могиле покойного был установлен деревянный крест с надписью «Герой 9 января 1905 г. Георгий Гапон». Затем на могилу были возложены венки от 11 отделов «Собрания русских фабрично-заводских рабочих г. Санкт-Петербурга» с портретами Гапона и с надписями: «Вождю 9 января от рабочих», «9 января, Георгию Гапону от товарищей-рабочих членов 5 отдела», «Многоуважаемому Георгию Гапону от товарищей Василеостровского отдела», «Дорогому учителю от Нарвского района 2 отделения» и т. д. От рабочих Коломенского отдела был возложен миртовый венок с надписью на красной ленте: «Истинному вождю всероссийской революции, герою 9 января Георгию Гапону». На последнюю надпись полицейские власти обратили внимание спустя более чем четыре года. 19 января 1911 года полицейский пристав докладывал, что на могиле Гапона обнаружена на венке в закрытом на ключ футляре лента с надписью «Истинному вождю Всероссийской революции 9 января 1905 г.», которая находилась там со дня похорон и которую не заметили присутствовавшие на похоронах представители властей и сообщал, что эту ленту ему поручено снять. В дальнейшем полицейский отчитывался, что данную ленту снял 23 января 1911 года.

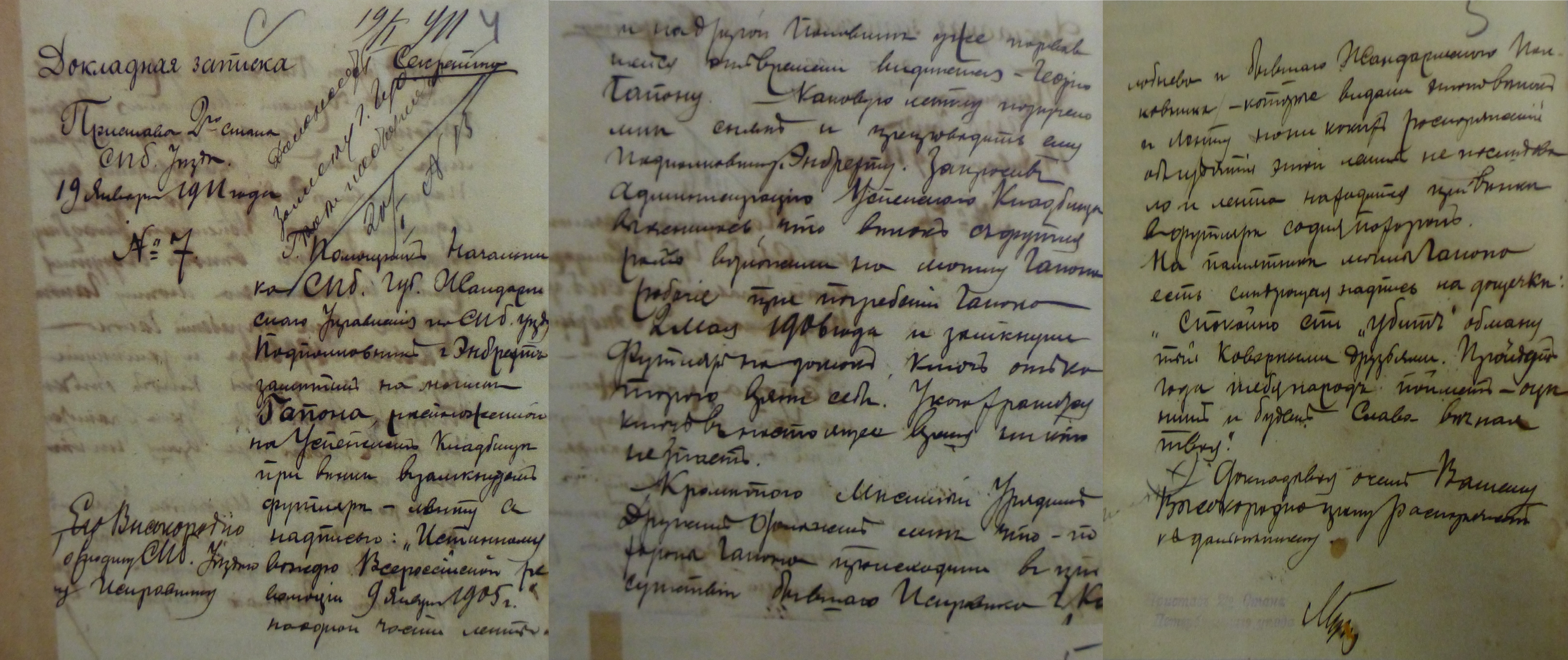
Докладная записка от 19 января 1911 года об изъятии ленты венка с могилы Гапона

После митинга рабочие стали медленно расходиться с кладбища, но на обратном пути было устроено ещё несколько митингов. Один из них должен был произойти в Озерках, у дачи Звержинской, где был убит Гапон. В Озерках вышло на станцию до 50 рабочих. В общем митинги носили мирный характер, полиция не вмешивалась в речи ораторов и в церемонию похорон; речи звучали просто и горячо, и толпы не было. День был рабочий, и на кладбище не могли собраться все участники рабочих организаций. Среди провожавших Гапона были раненые 9 января, один из них — на костылях.
Могила Гапона стала местом собраний рабочих. 15 августа 1906 года, через три с небольшим месяца после похорон, в праздник Успения Пресвятой Богоматери, на могиле Гапона собралось множество людей, о чем сообщал полицейский урядник:

Посетителей было более пяти тысяч, причем из них около 100 человек были из партии революционеров, которые после церковного богослужения на могиле бывшего священника Георгия Гапона служили панихиду, по окончании каковой один из ораторов взойдя на могилу Гапона произнес: «Товарищи, соединитесь» и хотел начать произносить речь по адресу относящуюся к покойному Гапону, но последний мной был предупрежден, чтобы речей никто не произносил. После чего все гапоновцы пропели «вечную память» и отправились посетить могилы «борцов за свободу», погребенных и убитых 9 января 1905 г. и после этого тихим образом все разошлись.
Никто из гапоновских рабочих не поверил в его предательство. Среди рабочих господствовало убеждение, что за убийством Гапона стоит царская охранка. В годовщину убийства Гапона рабочие отслужили на его могиле очередную панихиду, после чего оставшиеся около 100 человек поклялись отомстить инженеру Рутенбергу за смерть «праведника». 
Паломничества рабочих на могилу Гапона продолжались ещё на протяжении многих лет. Впоследствии рабочие установили на могиле памятник с металлическим белым крестом. На памятнике было написано: «Спокойно спи, убит, обманутый коварными друзьями. Пройдут года, тебя народ поймёт, оценит, и будет слава вечная твоя». 
Могила не сохранилась до наших дней. Ещё в 1924 году на ней были венки и траурные ленты, но в 1920—1940-х годах она была разобрана, как и другие могилы кладбища, на хозяйственные нужды.

### Расследование убийства
После обнаружения тела Гапона прокуратурой было возбуждено уголовное дело по факту его убийства. Руководство расследованием было возложено на следователя по особо важным делам Н. В. Зайцева. В течение мая следствием было допрошено большое число лиц, имевших какие-либо связи с Гапоном и гапоновским «Собранием». Следователь Зайцев не ограничивался простым установлением фактических данных, но собирал подробные сведения о личности Гапона, его прошлом, характере его деятельности и его организации. Были допрошены все руководители гапоновского «Собрания» и его отделов, вдова Гапона А. К. Уздалёва, ряд журналистов и литераторов. К дознанию был привлечён также ряд правительственных чиновников, встречавшихся с Гапоном в последнее время. В короткое время следствием был собран громадный материал. Особенно подробные показания дал журналист Н. В. Насакин-Симбирский, предоставивший следствию ряд документов, доверенных ему на хранение Гапоном. В то же время документы, хранившиеся в квартире самого Гапона в Петербурге, бесследно исчезли.
Первое время газеты печатали громкие заявления, что дело Гапона близко к раскрытию, что следствие уже напало на след убийц и скоро состоится громкий процесс. Следствию удалось установить «вполне точным образом», что убийство совершено тремя лицами, во главе которых стоял инженер Рутенберг. Однако с течением времени ход следствия стал затягиваться, а процесс — откладываться на неопределённое будущее. Полиции не удалось арестовать ни одного человека, причастного к этому делу. По сведениям Департамента полиции, инженер Рутенберг сразу после убийства выехал в Финляндию и бежал за границу. В Швейцарию, где скрывался Рутенберг, было послано требование о его выдаче, причём Рутенберг рассматривался как обыкновенный уголовный преступник. Однако выдачи Рутенберга не последовало. О других участниках убийства Петербургское охранное отделение сообщало, что к их установлению «приняты меры», однако результаты этих мер остались неизвестными. Как следует из переписки Рутенберга, рядовые участники убийства оставались в России и жили в постоянном ожидании ареста, но никто из них не был арестован.
В газетах того времени подчёркивалось, что причиной несвоевременного раскрытия дела была бездеятельность Департамента полиции, который в течение месяца не принимал никаких мер по поиску исчезнувшего Гапона. Если бы полиция вовремя обратила внимание на газетные статьи, сообщавшие об убийстве Гапона в Озерках, раскрыть дело было бы гораздо проще. Дача Звержинской, в которой он был убит, была хорошо известна полиции; в прошлом в ней работала подпольная типография, участники которой были впоследствии благополучно арестованы. Поэтому при тех средствах, которыми обладала сыскная и тайная полиция, обнаружить тело убитого Гапона не составило бы труда. О безответственном поведении полиции в деле Гапона было доложено новому министру внутренних дел П. А. Столыпину. В письме на имя петербургского генерал-губернатора А. Д. Зиновьева от 12 мая 1906 года Столыпин писал:
«В целом ряде сообщений, опубликованных в течение прошлого апреля в наиболее распространённых газетах, заключались самые настойчивые и подробные указания, со ссылкой на местные и заграничные источники и на свидетельство очевидцев, относительно убийства Гапона, при таких именно условиях места и времени, которые впоследствии в точности подтвердились обнаруженными фактами. Однако же полиция отнеслась совершенно равнодушно к этим данным, невзирая на особое значение настоящего дела и как бы не ведая таких обстоятельств, которые получили широкое распространение и стали, можно сказать, общеизвестными. Не подлежит сомнению, что при большей заботливости достаточно было бы обратиться к своевременной беглой проверке Озерковских дач, и преступление было бы раскрыто, а не оставалось бы безгласным в продолжение целого месяца».
Реакция губернатора не заставила себя ждать: на роль виновного был назначен становой пристав С. Н. Недельский, уволенный со своей должности «по собственному прошению».
Между тем в обществе начали циркулировать слухи, что к убийству Гапона имеет отношение охранное отделение. В ряде газетных статей сообщалось, что незадолго до смерти Гапон угрожал сделать громкие разоблачения лиц, занимавших высокие правительственные посты. Как отмечала газета «Путь», исчезновение Гапона последовало тогда, когда вскрылись и получили широкую огласку его сношения с правительством — сношения денежные и личные, переговоры и соглашения. Характер этих сношений подлежал рассмотрению общественного суда. «Предстояли разоблачения, которые должны были скомпрометировать Гапона и его контрагентов. Можно было ожидать, что Гапон употребит все усилия, чтобы реабилитировать себя. В этих условиях он мог обратиться к крайним средствам. Человек, которого травят, который спасает себя — опасен... И вот, он был таинственно убит». А обозреватель «Биржевых ведомостей» писал: «Чувствуется ясно, что со смертью Гапона исчез тот источник возможных разоблачений, которого кто-то боялся. Но кто?»

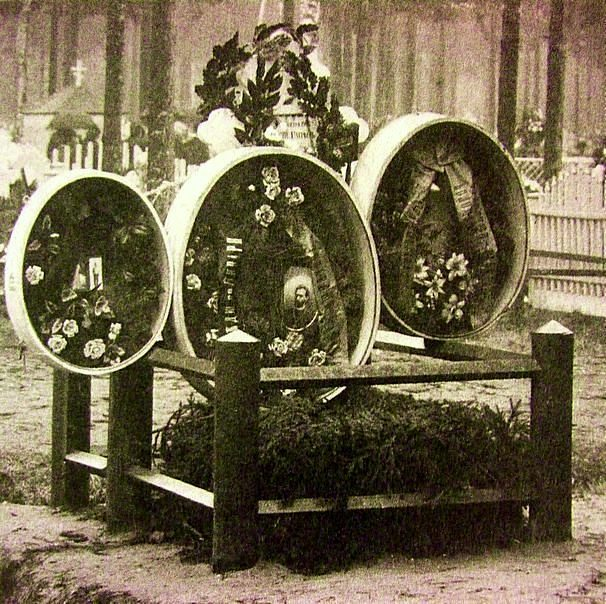
Могила Гапона на Успенском кладбище. До наших дней не сохранилась

По свидетельству В. М. Грибовского, на предстоявшем общественном суде Гапон обещал обнародовать документы, разоблачавшие высших чиновников государства. «Я докажу, что я не предатель, и раскрою такие картины, что все ахнут, — рассказывал он Грибовскому. — Я много знаю, у меня есть документы, за которые кое-кто дал бы громадные деньги». Позднее Грибовский вспоминал, что, говоря об этих документах, Гапон называл одно громкое имя, тесно связанное с историей Манифеста 17 октября. А по свидетельству вдовы Гапона А. К. Уздалёвой, её муж неоднократно говорил, что в его руках имеется сильное средство против человека, который его погубил, и давал понять, что этим человеком является граф Витте. Часть документов Гапон отдал на хранение адвокату С. П. Марголину, которому поручил защищать свои интересы в суде. Другую часть документов он держал при себе. В частных беседах с Грибовским и Марголиным Гапон высказывал опасение, что власти могут «принять меры», чтобы суд не состоялся и документы не получили огласки. Гапон предполагал, что его могут убить, и настаивал, чтобы документы были обнародованы даже в случае его смерти. «Не удивляйтесь, — говорил он, — если я вдруг исчезну бесследно. Против меня со стороны тех, кому неприятны разоблачения, могут последовать „меры“, и я лично не окажусь в состоянии предстать пред судом». А на вопрос, кого именно он боится, Гапон отвечал, что опасается только охранного отделения, которое имеет основание желать его исчезновения.
Летом 1906 года дело Гапона приняло новый трагический оборот. В июне бывший адвокат Гапона С. П. Марголин выехал на отдых за границу. В ряде газет появились сообщения, что Марголин везёт для опубликования за границей документы, отданные ему на хранение Гапоном. Перед отъездом Марголин сообщил некоторым лицам о своём намерении огласить всё известное ему по делу об убийстве Гапона. «Петербургская газета» сообщала: «Покойный был уверен, что судебные власти знают имена убийц Гапона и что следствие вполне закончено. Но вместе с тем С. П. высказывался категорически, что судебный процесс никогда возбуждён не будет, так как он мог бы скомпрометировать некоторых лиц». По свидетельству коллег, Марголин видел в Гапоне историческую личность и придавал его делу большое значение. Приехав за границу, Марголин остановился в какой-то немецкой гостинице — и здесь внезапно скончался от приступа хронической болезни. По некоторым данным, смерть наступила от приступа желудочных болей. Загадочные документы Гапона исчезли без следа, и больше их никто не видел.
В дальнейшем следствие по делу Гапона велось всё более вяло, хотя в газетах иногда появлялись сообщения о собранном им «громадном материале». В итоге, после нескольких лет расследования, следствие было закрыто, а его материалы так и не были обнародованы. Они не обнародованы и по сей день.

### Газетные публикации
Между тем, независимо от следствия, в печати стали появляться материалы, проливающие свет на обстоятельства этого убийства.
В 1907 году инженер Рутенберг проживал на острове Капри у Максима Горького и готовил к изданию свои воспоминания об убийстве Гапона. В октябре 1907 года в итальянской газете «Corriere della Sera» появилось интервью «одного русского эмигранта», проживавшего у Максима Горького на острове Капри. В статье сообщалось, что убийство Гапона было осуществлено группой революционеров и рабочих при участии Рутенберга. По данным интервью, после возвращения Гапона в Россию революционеры поручили Рутенбергу следить за его деятельностью. Рутенбергу удалось войти в доверие к Гапону и вскоре убедиться, что тот более не служит делу освободительного движения. Гапон проникся к нему таким доверием, что однажды предложил ему за 50 тысяч рублей сообщать полиции сведения о боевой организации. Рутенберг рассказал об этом своим товарищам, однако те заподозрили, что он сам стал сообщником Гапона. Тогда, чтобы очистить себя от подозрений, Рутенберг решил разоблачить Гапона в присутствии товарищей. Для этого он пригласил двух революционеров и двух рабочих, которые подслушали их разговор и, убедившись в предательстве, убили Гапона тремя выстрелами из пистолета. Интервью, помещённое в итальянской газете, было перепечатано в некоторых российских газетах, в частности, в газете «Русь».
Публикация в газете «Русь» вызвала ответную реакцию со стороны рабочих-гапоновцев. В очередную годовщину Событий 9 января 1905 года группа рабочих поместила в газете «Новая Русь» коллективное заявление «В защиту Гапона». В своём заявлении рабочие писали:
«Сегодня, в день 4-й годовщины события, связанного с именем дорогого нашего друга и брата, Георгия Аполлоновича Гапона, честное имя которого многими его врагами до сих пор всё ещё поносится, мы, нижеподписавшиеся, хорошо его знающие рабочие, решили заявить во всеуслышание, что распространяемое врагами Гапона мнение, что он в последние дни своей жизни изменил освободительному движению русского народа и что будто даже занимался сыском и предательством, есть вопиющая клевета... А эту газету и все те печатные органы, которые поместили у себя вышеприведённую корреспонденцию и другие, подобные ей, корреспонденции, мы просим напечатать и это наше заявление и тем помочь нам восстановить поруганную честь человека, который много сделал для русского рабочего народа и который в настоящее время лишён возможности постоять за свою честь».
В заявлении также приводились документы, свидетельствующие, что Гапон до последнего дня не изменял освободительному движению и оставался борцом за рабочее дело. Чтобы опровергнуть возведённые на Гапона обвинения, рабочие предложили Рутенбергу и его сообщникам явиться на третейский суд и повторить свои обвинения в присутствии рабочих. Председателем этого третейского суда рабочие назначали писателя Максима Горького. Однако ответа на это заявление ни со стороны Рутенберга, ни со стороны Горького не последовало.

### Разоблачение Азефа

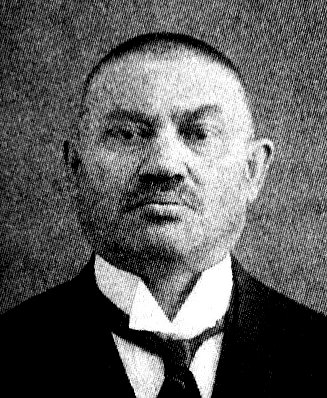
Евгений Азеф. Фотография Департамента полиции

В конце 1908 года произошло важное событие, пролившее свет на обстоятельства убийства Гапона. Усилиями В. Л. Бурцева и его помощников был разоблачён крупнейший полицейский агент в революционном движении — глава боевой организации партии эсеров Евгений Азеф. Расследование, проведённое по этому поводу партией эсеров, установило причастность Азефа к крупнейшим террористическим актам — убийству В. К. Плеве, великого князя Сергея Александровича и других. То же расследование установило причастность Азефа к убийству Георгия Гапона. В начале 1909 года ЦК партии выпустил официальное заявление, в котором объявлял Азефа «агентом-провокатором» и сообщал об его участии в террористической деятельности. В газетах, разместивших это заявление, сообщалось, что Азеф «часто обвинял своих единомышленников в предательстве и измене и добивался приговора их к смертной казни разными революционными судьбищами. Самой громкой из подобных революционных расправ является убийство Гапона, которого Азеф обвинял в том, что он продался графу Витте».
Разоблачение Азефа привлекло внимание общественности к делу Гапона. Журналисты выражали надежду, что это событие поможет раскрыть истинные причины убийства Гапона. Философ и публицист А. С. Изгоев полагал, что разоблачение Азефа — это факт, который должен дать толчок пересмотру дела Гапона. Историк событий 9 января 1905 года Любовь Гуревич писала: «Газетные разоблачения по делу Азефа вынесли из потайных шахт и склепов истории, помимо многого другого, и какие-то, ещё не вполне оформленные указания на истинные причины гибели Гапона. Неизвестно, оформятся ли в дальнейшем эти указания, хватит ли у того или другого из ныне живущих пытливости, чтобы, ухватившись за намёк, бросаемый побочными обстоятельствами, произвести хотя бы только опыт расследования коварного и отвратительного по своим подробностям убийства, официальное дознание о котором было в своё время как-то непонятно приостановлено». В печати стали появляться новые факты и разоблачения.
В феврале 1909 года инженер Рутенберг обнародовал заявление, в котором признавал, что совершил убийство Гапона по поручению Азефа. В своём заявлении Рутенберг утверждал, что решение об убийстве Гапона было принято ЦК партии эсеров на основании фактов, свидетельствующих о его сношениях с вице-директором Департамента полиции П. И. Рачковским. При этом ЦК считал невозможным убийство одного Гапона и поручил Рутенбергу убить их вдвоём с Рачковским во время свидания. Однако член ЦК Азеф, взяв на себя роль инструктора Рутенберга, поручил ему от имени ЦК убить одного Гапона в случае, если двойное убийство окажется невозможным. Убедившись, что Рачковский перестал являться на встречи с Гапоном, Рутенберг, исполняя поручение Азефа, организовал убийство одного Гапона. Для исполнения убийства он пригласил группу рабочих, членов партии, которым объяснил, что они исполняют приговор ЦК. Впоследствии выяснилось, что поручение не соответствовало решению ЦК, и партия отказалась взять на себя ответственность за убийство. В то же время Рутенберг утверждал, что предоставил исполнителям убийства возможность самим убедиться в предательстве Гапона.
Разоблачение роли Азефа в убийстве Гапона послужило поводом к новым журналистским расследованиям. В газете «Голос Москвы» появились материалы, свидетельствующие о знакомстве Гапона с Азефом и их враждебных отношениях. Корреспондент газеты беседовал с группой рабочих-гапоновцев, один из которых вспоминал, что слышал от Гапона фамилию Азефа. Гапон отзывался о нём как о самом влиятельном лидере революции, диктаторски управляющем своими подчинёнными. «Он командует ими, и они безропотно сносят все его капризы, — рассказывал Гапон. — Я попробовал возражать и доказывать, что он во многом увлекается. Мои слова встретили живой отпор. Мы друг друга невзлюбили». Рабочие также вспоминали, что именно с ним Гапон переругался на Конференции в Женеве. В другой публикации журналист Н. Истомин вспоминал, как Гапон, вернувшись из-за границы после крушения парохода «Джон Графтон», винил в своих неудачах Азефа. «Гапон заговорил взволнованно и злобно. Видимо, всё бурлило в этом страшном по темпераменту человеке. — Опять проклятый Азеф помешал... Он мне во всём поперёк дороги становился за границей...» А по свидетельству присяжного поверенного И. Г. Гальперштейна, фамилию Азефа неоднократно слышал от Гапона и безвременно умерший адвокат С. П. Марголин.

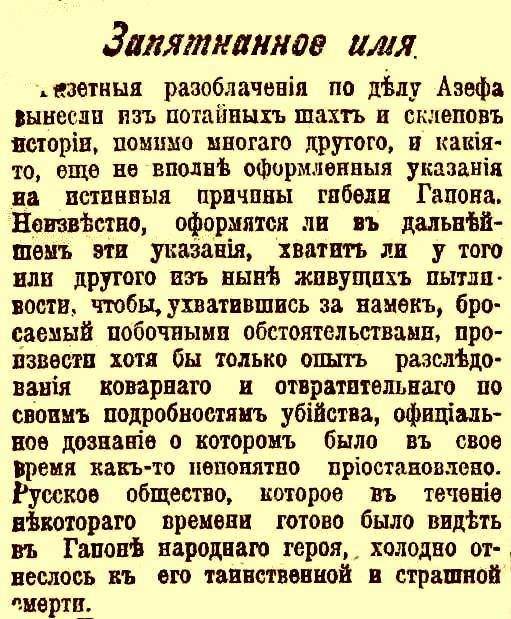
Фрагмент статьи Л. Я. Гуревич «Запятнанное имя», газета «Слово», 1909 год

В августе 1909 года инженер Рутенберг опубликовал в газете «Le Matin» свою версию убийства Гапона. В сентябре того же года его воспоминания были напечатаны в издаваемом Бурцевым журнале «Былое». В своих воспоминаниях, озаглавленных «Дело Гапона», Рутенберг подробно рассказывал о своих отношениях с Гапоном. По утверждению Рутенберга, в основу книги были положены письменные «отчёты» об его беседах с Гапоном, которые он составлял по поручению ЦК партии и передавал партийному начальству. Отчёты ясно доказывали факт сношений Гапона с Рачковским, которые и послужили поводом для его убийства. Как и в первом заявлении, Рутенберг продолжал утверждать, что решение об убийстве было принято членами ЦК партии эсеров, но с условием, что Гапон будет убит вместе с Рачковским. Разрешение на убийство одного Гапона было дано Рутенбергу лично Азефом, который скрыл от него, что этот вариант не одобрен другими членами ЦК. Узнав об убийстве одного Гапона, партия отказалась взять на себя ответственность за это деяние, а Азеф отрёкся от своих слов, заявив, что никакого разрешения на убийство одного Гапона не давал. В результате убийство стало рассматриваться как личное дело Рутенберга, а его попытки добиться от ЦК признания своего участия в этом деле оказались безуспешными. В то же время Рутенберг настаивал, что рабочие, приводившие в исполнение партийный приговор, убедились в предательстве Гапона методом подслушивания.
Публикация книги Рутенберга вызвала недовольство со стороны рабочих-гапоновцев. Рабочие в очередной раз объявили утверждения Рутенберга клеветой и призвали его к третейскому суду. Не имея возможности опубликовать своё заявление в газетах, рабочие использовали в качестве посредника бывшего руководителя «Независимой рабочей партии» М. А. Ушакова. Выступая в печати, Ушаков заявил, что утверждения Рутенберга о предательской деятельности Гапона являются ложью и рабочие могут подтвердить фактами, что Гапон до конца жизни оставался врагом правящего режима. «Чтобы раз навсегда положить конец кривотолкам о Гапоне, они теперь добиваются третейского суда над покойным, — рассказывал Ушаков. — Этот суд рано или поздно состоится, и в нём примут участие представители от рабочих и революционеров, которые на основании фактов и решат, кто был предателем — Гапон или Рутенберг». Однако, как и в первый раз, предложение рабочих осталось без ответа, и третейский суд так и не состоялся.

## Убийство по поздним источникам

### Переговоры Гапона с Рутенбергом

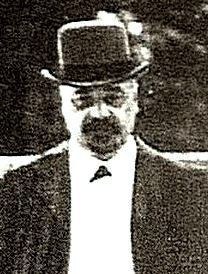
Пётр Рачковский

В своих воспоминаниях, опубликованных в журнале «Былое», Рутенберг подробно изложил историю своих отношений с Гапоном.
По словам Рутенберга, 6 февраля 1906 года к нему на конспиративный адрес в Москве явился Гапон. Адрес Рутенберга Гапон узнал у его жены Ольги Хоменко, которая ему полностью доверяла. Найдя Рутенберга, Гапон объявил, что у него к нему есть «большое дело». Взяв с Рутенберга честное слово, что всё рассказанное останется тайной, Гапон рассказал ему о своих встречах с правительственными и полицейскими чиновниками. В своём первом «отчёте» в ЦК партии эсеров Рутенберг подробно воспроизвёл этот разговор.
По словам Гапона, после Манифеста 17 октября 1905 года он нелегально вернулся в Россию с намерением восстановить 11 отделов закрытого «Собрания русских фабрично-заводских рабочих». Несколько литераторов ходили к графу С. Ю. Витте и хлопотали перед ним о легализации Гапона и открытии отделов. Один из них, А. И. Матюшенский, познакомил Гапона с чиновником особых поручений при графе Витте И. Ф. Манасевичем-Мануйловым. Во время встречи Мануйлов заявил, что Витте советует Гапону выехать за границу, так как министр внутренних дел П. Н. Дурново настаивает на его аресте. После долгих переговоров с Мануйловым Гапон заключил с правительством соглашение, согласно которому он обязался выехать из Петербурга, а Витте обязался открыть отделы, возместить причинённые их закрытием убытки в размере 30 000 рублей и через 6 недель легализировать Гапона. Гапон последовал соглашению и около 24 ноября выехал за границу.
Вернувшись в Россию 25 декабря, немного ранее намеченного срока, Гапон убедился, что Витте своих обещаний не исполнил. Отделы были ненадолго открыты, но после московского восстания их снова закрыли. Из 30 000 рублей, обещанных Витте, рабочие получили только 7000; с остальными, как выяснилось, сбежал А. И. Матюшенский. Гапон так и не был легализирован. При следующем свидании с Мануйловым тот объяснил, что Витте ведёт борьбу с Дурново за открытие отделов. Дурново категорически против гапоновских отделов и заявил, что подаст в отставку, если их откроют. По поручению Дурново Гапону было предложено встретиться с его правой рукой, вице-директором Департамента полиции П. И. Рачковским.
Встреча состоялась в начале января 1906 года. На встрече Рачковский заявил, что дело с открытием отделов обстоит очень туго. Дурново считает гапоновские отделы опасными, а пребывание Гапона в Петербурге нежелательным. Дурново и Д. Ф. Трепов видят в Гапоне опасного человека, который 9 января устроил революцию на глазах у правительства и теперь может «выкинуть что-нибудь подобное». Гапон старался успокоить чиновника, объяснив, что его взгляды на рабочее движение изменились и теперь он имеет в виду только мирное профессиональное движение. От крайних взглядов, выраженных им в прокламациях, он отказался и о них сожалеет. Рачковский в ответ указал, что правительство не имеет в этом никаких гарантий, и предложил ему написать на имя Дурново письмо с изложением всего сказанного. Гапон после некоторых колебаний согласился и письмо написал. 

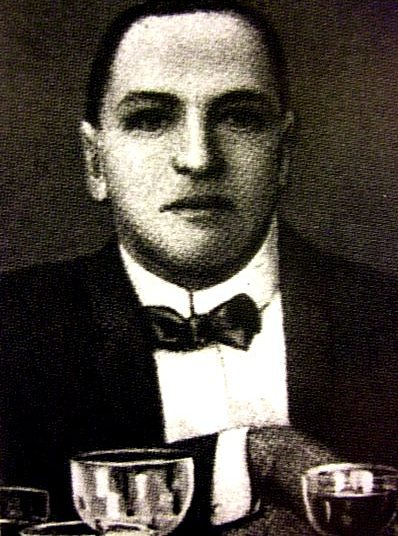
Иван Манасевич-Мануйлов

На следующую встречу Рачковский явился вместе с начальником Петербургского охранного отделения А. В. Герасимовым. Герасимов под видом проявления дружеских чувств обыскал Гапона, чтобы убедиться, что у него нет оружия. Рачковский сообщил Гапону, что написанное им письмо произвело на Дурново и Витте отрицательное впечатление. Дурново даже швырнул от себя бумагу, не дочитав её до конца. Витте, Дурново и Трепов по-прежнему опасаются Гапона и боятся, что он «что-нибудь выкинет». Рачковский предложил Гапону доказать правительству, что у него больше нет революционных замыслов. С этой целью ему предложили открыто перейти на службу правительству и занять какую-нибудь должность. Гапону предлагали высокие чины и большие оклады, но он отказался от этих предложений. Тогда Рачковский предложил другой вариант: рассказать что-нибудь о революционерах, с которыми он встречался за границей. Рачковский сослался на пример раскаяния бывшего народовольца Л. А. Тихомирова и предложил Гапону последовать его примеру. Гапон ответил, что ничего не знает.
Затем разговор коснулся Рутенберга. Гапон назвал Рутенберга своим другом и сказал, что считает его очень серьёзным революционером. Тогда Рачковский с Герасимовым стали предлагать ему «соблазнить» Рутенберга на службу в полиции. «Вы бы нам вот этого соблазнили», — сказали они. «Так, сукины дети, и сказали», — рассказывал Гапон. По словам Гапона, он уклонился от прямого ответа и заявил, что дело это непростое, но за сумму в 100 000 рублей он мог бы это устроить. Здесь Гапон прервал свой рассказ и перешёл к изложению революционного плана, который, по его словам, и был тем «большим делом», с которым он приехал в Москву.
Приведённый выше рассказ Гапона подтверждается другими независимыми источниками. О переговорах Гапона с названными чиновниками сообщают мемуары Витте, секретный доклад Дурново, воспоминания А. В. Герасимова, И. Ф. Манасевича-Мануйлова и собственные рассказы Гапона разным лицам. По свидетельству адвоката С. П. Марголина, Гапон не скрывал от него, что поддерживает отношения с чиновниками Департамента полиции. В одной из бесед с ним он говорил: «Я тот же самый Гапон, которым я был 9-го января. Я и до 9-го января был в связи с охранным отделением, но пользовал свои связи исключительно для интересов рабочего движения. Моей задачей является воскрешение к жизни рабочих отделов. Я поддерживаю сношения с Рачковским, с Мануйловым и другими. Они спрашивали у меня, не будут ли мои организации заговором против царя, и я обещал им, что мы против царя не пойдём, что мы займёмся только мирной социальной работой».
И. Ф. Манасевич-Мануйлов в своих воспоминаниях приводит одну из бесед с Гапоном, состоявшуюся в конце декабря 1905 года. Гапон говорил о своей поддержке Манифеста 17 октября, неприятии насильственной тактики революционеров и стремлении ввести рабочее движение в мирное русло.
«Если правительство не сумеет посадить революцию на место и не станет работать над проведением в жизнь Манифеста 17 октября, оно, на мой взгляд, очутится в ужасном положении. Пред нами могут пронестись ужасные картины, которые напомнят дни пугачёвского бунта… Вы думаете, это трудно сделать! Вовсе нет!… — Во всей небольшой фигуре Гапона, чёрных, как смоль, глазах, было что-то страшное, неприятное. На его бледном лице, с морщинами, вдруг появился румянец. — Да, Да… Бунт в России дело не трудное… Я мог бы это оборудовать в короткое время… Но теперь не время… Надо работать на пути успокоения… Не надо крови рабочего люда.… Довольно…»
О недоверии правительства к Гапону сообщают в своих мемуарах Витте и Герасимов. По словам Витте, когда он узнал, что Гапон нелегально вернулся в Россию, он велел ему немедленно выехать за границу и дал для этого 500 рублей. Дурново хотел арестовать Гапона и судить его за События 9 января 1905 года, но Витте настоял, чтобы ему позволили выехать из России. Секретный доклад Дурново на имя императора от 6 марта 1906 года сообщает о заключённом между Витте и Гапоном соглашении об открытии 11 отделов «Собрания русских фабрично-заводских рабочих» и выдаче субсидии в размере 30 000 рублей. По словам Дурново, сам он был против каких-либо сделок с Гапоном, но по настоянию Витте согласился субсидировать печатание его письма к рабочим.
В том же докладе говорится о попытках привлечь Гапона к делу полицейского розыска. Для этого к нему по распоряжению Дурново в середине января 1906 года был направлен П. И. Рачковский. В беседе с Рачковским Гапон выразил готовность в короткое время раскрыть боевую организацию эсеров, однако к моменту написания доклада своего обещания не выполнил. Полковник А. В. Герасимов в своих мемуарах вспоминал о встрече с Гапоном, состоявшейся по поручению Дурново. Гапон произвёл на него впечатление человека, который на словах был готов выдать «всё и всех», но в действительности ничего не знал. Герасимов доложил о своём впечатлении Дурново, однако Дурново под влиянием Рачковского продолжал настаивать на сделке с Гапоном. По словам Герасимова, Гапон запросил за вербовку Рутенберга 100 000 рублей, по 50 000 себе и Рутенбергу. Дурново, не имея в своём распоряжении таких денег, обратился за помощью к Витте. Тот ответил, что для казны эта сумма не представляет ничего значительного, но Гапону он не доверяет и Дурново не советует.

### Революционные планы Гапона

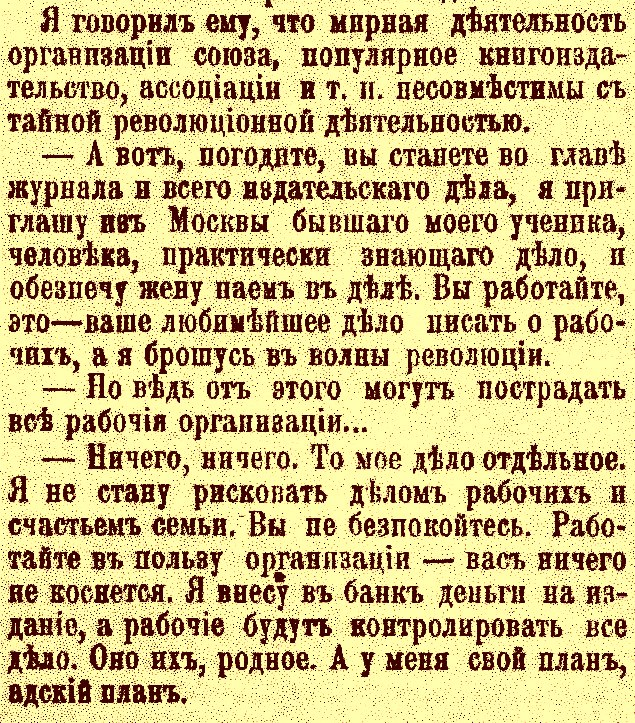
Фрагмент статьи С. Я. Стечкина «Тайны Гапона», газета «Биржевые ведомости», 1906 год

Встреча Гапона с Рутенбергом продолжалась два дня — 6 и 7 февраля. Рассказав Рутенбергу о своих встречах с Рачковским, Гапон перешёл к изложению своего революционного плана. Гапон выразил уверенность, что Витте и Дурново играют с ним в «доброго и злого следователя», и заявил, что необходимо отомстить им за невыполненные обещания. «Положение такое, что надо его использовать, — говорил Гапон. — Раньше я был против единичного террора, теперь за единичный террор». Гапон предложил Рутенбергу согласиться на предложение Рачковского, пойти к нему на встречу, а затем использовать своё положение с революционной целью. План Гапона состоял в том, чтобы войти в доверие к Витте и Дурново, а затем организовать против них террористические акты. По утверждению Гапона, это имело бы большое значение и послужило толчком к всенародному восстанию. Для организации восстания он предполагал опереться на 11 отделов «Собрания», которые ещё пользовались среди рабочих большой популярностью.
Гапон трижды возвращался к изложению своего плана: при первой встрече с Рутенбергом 7 февраля, при встрече 1 марта и при встрече 5 марта. План Гапона был основан на том, что между Витте и Дурново имелись противоречия и велась борьба за власть. С одной стороны, Витте и его приближённые, как Манасевич-Мануйлов, хотели бы, чтобы убили Дурново. С другой стороны, Рачковский и Дурново были бы не прочь, чтобы убили Витте. Гапон уже говорил на эту тему с Мануйловым и сумел узнать у него адрес дома, по которому Дурново ездит к своей любовнице. Дом находился на Моховой улице. Дальше можно было узнать ещё больше. Через Мануйлова можно пробраться к Витте, а через Рачковского — к Дурново, а затем в подходящий момент «скосить» их обоих. Дурново Гапон обещал убить своими руками.
Гапон предложил Рутенбергу посвятить в этот план руководителей боевой организации эсеров — Азефа и Савинкова. Он должен был встретиться с ними и вместе обсудить предложенный план. Рутенберг должен повлиять на них в том отношении, чтобы они ему доверяли. Гапон должен быть принят в боевую организацию на равных с ними правах и всё знать, «не так, как в Женеве». Затем можно будет использовать его связи и пробраться к Витте и Дурново. Сам Рутенберг должен был согласиться на встречу с Рачковским, сообщить ему какие-нибудь сведения и получить от него деньги. «Без денег ничего сделать нельзя. Деньги — рычаг всего». В конце разговора Гапон предложил ничего не сообщать Азефу и Савинкову и «делать дело вдвоём». Рутенберг ничего не ответил, обещал подумать и уехал в Петербург.
В феврале 1906 года разразился скандал, вызванный опубликованием информации о получении Гапоном 30 000 рублей от Витте. Скандал послужил началом газетной кампании против Гапона, в которой приняли участие все левые партии. В течение месяца влияние Гапона в обществе и в рабочей среде стремительно падало. В целях самореабилитации Гапон выдвинул идею общественного суда, на котором собирался опровергнуть все предъявленные ему обвинения. В связи с падением влияния Гапона, его революционный план стал неосуществимым, и при встречах с Рутенбергом 1 и 5 марта он уже говорил о нём в прошедшем времени. Однако при встрече 10 марта Гапон снова вернулся к террористическому плану и на этот раз предложил убийство Рачковского и Герасимова. Гапон говорил, что после всех скандалов его общественное положение таково, что лишь таким актом он может вернуть себе доверие. По словам Рутенберга, Гапон говорил с таким жаром и увлечением, что он стал серьёзно обсуждать с ним этот план. Гапон говорил, что это его давнишняя идея и что хорошо бы убить их обоих до открытия Государственной Думы. И Дурново тоже. «Если я буду убеждён, что на мне не лежит более важная идея, я возьму на себя это дело. Только надо так устроить, чтобы уйти».
Как следует из воспоминаний Рутенберга, он не верил в реальность революционных планов Гапона и был склонен видеть в них фантазии. Рассказывая о планах Гапона, Рутенберг писал, что тот путался, впадал в противоречия, и делал вывод, что его планы были лишь «симуляцией» и прикрытием желания получить деньги. «Горячо и гладко Гапон говорил только об общих планах, а факты излагал осторожно, непоследовательно, часто противореча себе». Между тем современные историки Б. А. Равдин и Д. В. Поспеловский полагают, что планы Гапона были совершенно реальными. По мнению историка Б. А. Равдина, Гапон намеревался приводить в исполнение свои террористические замыслы против Витте и Дурново в зависимости от успеха или неуспеха переговоров об открытии отделов «Собрания»:
«Что предлагал Гапон? Сделать вид, что Рутенберг за большое вознаграждение готов выдать секретной полиции Боевую организацию партии эсеров (БО), график покушений. А террористов предупредить вовремя, чтобы они сумели скрыться. Если кто-то и попадёт в руки полиции, не страшно: лес рубят — щепки летят. Второй пункт предложений: организовать ряд настоящих покушений, скажем, на Витте, Дурново или Трепова, ведущих чинов полиции, например Рачковского. Вероятно, замыслы Гапона должны были приводиться в движение в зависимости от того, насколько успешно будет реализовываться его основная идея — восстановление «Собрания» и своего места при нём. С одной стороны, он готовил для правительства доказательства своей лояльности, с другой — не то вынашивал план возмездия правительственным чиновникам, давшим обещание реально возродить отделы и не исполнявшим его, не то собирался восстановить свой авторитет, существенно пошатнувшийся в связи с раскрытием его тайных взаимоотношений с правительством и скандалом вокруг 30 тысяч».
Существуют и независимые свидетельства о наличии у Гапона таких планов. Так, профессор Д. В. Поспеловский ссылается на воспоминания одного из лидеров гапоновского движения — рабочего А. Е. Карелина, который рассказывал, что узнал об этих планах от своего товарища, руководителя одного из отделов «Собрания» рабочего В. А. Андринга. В своих воспоминаниях, опубликованных в советское время, Карелин писал:
«Гапона затравили. Распространяли о нём пасквили и клевету. — Я покажу, что из себя представляю, — не раз говорил Гапон. — Они ещё узнают, что я не грязная личность. И как был честным человеком, честным и останусь. — Слушая эти речи, мы не знали, что он затевает: писать в газету или прибегнуть к террору. Случайно я узнал, что он решил избрать второй путь. Однажды ко мне пришёл мой приятель, рабочий Андрих, Владимир Антонович, и сказал, что Гапон зовёт его в боевую группу, которую начал составлять, задумав убить Рачковского, Витте и др. — Ничего из этого не выйдет. Террор вызовет ответный террор, — сказал я. Андрих послушался меня и не вошёл в боевую группу. Гапон о своем намерении рассказал Рутенбергу, этот последний Азефу, а от Азефа узнал и Рачковский».
Интересная информация содержится в воспоминаниях графа С. Ю. Витте. По сведениям Витте, в распоряжение газеты «Русское слово», издававшейся его знакомым И. Д. Сытиным, поступила неопубликованная рукопись мемуаров Гапона. В этих мемуарах Гапон, между прочим, сообщал о своём замысле убить Витте. По этому замыслу, Гапон должен был явиться на аудиенцию к Витте при посредничестве И. Ф. Манасевича-Мануйлова и князя В. П. Мещерского и во время аудиенции застрелить его из браунинга. «Было решено, что Гапон придёт ко мне с пистолетом и убьёт меня из браунинга. Но это ему не удалось, потому что, несмотря на просьбы Мануйлова и Мещерского, я Гапона не принял». Рукопись так и не была опубликована, и её дальнейшая судьба неизвестна. Но известно, что у князя Мещерского Гапон был примерно за месяц до смерти.
По информации «Биржевых ведомостей», когда в газетах началась кампания против Гапона, его друзья требовали опровергнуть клеветнические слухи. Но он заявил, что ещё не время, что надо немного обождать, и он нанесёт сильный удар своим врагам. «Само дело, — говорил Гапон, — будет говорить за себя, и тогда узнают, что делал и что делает поп Гапон». В последние дни перед отъездом в Озерки он говорил, что занят большой работой и что «вот-вот» уже скоро поймут и оценят его значение в деле освободительного движения. Журналисту С. Я. Стечкину, назначенному редактировать рабочий журнал, Гапон говорил: «Вы работайте, это ваше любимейшее дело — писать о рабочих, а я брошусь в волны революции». Стечкин спросил, не пострадают ли от этого рабочие организации. Гапон ответил: «Ничего, ничего. То моё дело отдельное. Я не стану рисковать делом рабочих и счастьем семьи. Вы не беспокойтесь. Работайте в пользу организации — вас ничего не коснётся. Я внесу в банк деньги на издание, а рабочие будут контролировать всё дело. Оно их, родное. А у меня свой план, адский план».
Один из ближайших к Гапону рабочих вспоминал: «Я был самый доверенный человек Георгия, и всё-таки он не всё мне сказал. Я знал о том, что у него „большое дело“, что он снова и снова играет на два фронта, но он, уверенный в себе, с неизменной улыбкой на своём характерном лице говорил: „Молчи, брат... Я всё сам лучше вас понимаю. На плечах правительства надо делать революцию!.. Они думают, что они меня надули, а ведь я их надую!.. Вот увидишь... Я всё читаю как по нотам... У меня своя звезда...“ Всё это он говорил за несколько дней до своей поездки в Озерки».
Известный журналист А. Е. Зарин, комментируя исчезновение Гапона, связывал его с приближением открытия I Государственной Думы: «Он утратил своё значение, но не потерял его вовсе, и при своей энергии, при своих способностях, при своём макиавеллиевском уме он ещё мог сыграть свою роль и снова занять место трибуна среди рабочих. И когда? Теперь! Время приближается. Открытие Думы, а за ним 1-е мая. Среди рабочих недовольство, среди безработных голод и в заводско-фабричных районах непрекращающиеся репрессии... Быть может, он со своими способностями показался лицам, стоящим на страже, „опасным“... И он исчез...»
По свидетельству В. М. Карелиной, незадолго до исчезновения Гапон сообщил близким ему рабочим, что собирается ехать в Финляндию за оружием, имея в виду сорганизовать массы для вооружённой поддержки Государственной Думы. Комментируя это сообщение, Л. Я. Гуревич писала: «Возможно, что, запутываясь в возобновлённых отношениях с представителями охранного отделения, он в это же время, действительно, вынашивал план будущих революционных выступлений, которые реабилитировали бы его и в собственных глазах, и перед лицом доверявших ему друзей, и перед историей». А другая соратница Гапона, Мильда Хомзе, утверждала: «Это были первые шаги широко задуманного плана. Если б его не убили, не была бы разогнана Государственная Дума, не осилила бы революцию жандармская клика. Он хотел пробраться в лагерь врагов и взорвать его изнутри».

### Решение участи Гапона

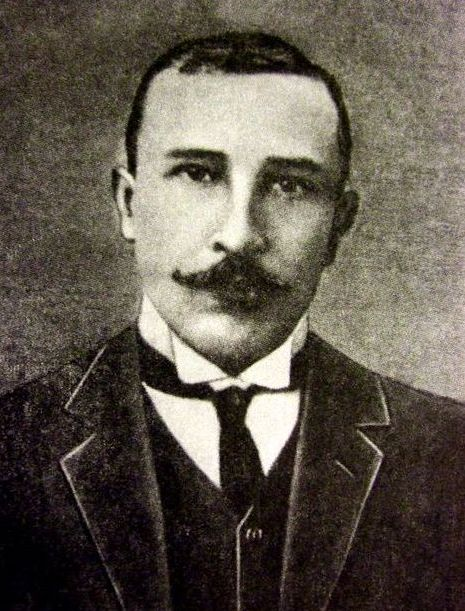
Борис Савинков

Сразу после разговора с Гапоном, состоявшегося 6—7 февраля, Рутенберг выехал из Москвы в Петербург. Узнав, что член ЦК партии эсеров Евгений Азеф находится в Гельсингфорсе, Рутенберг немедленно отправился туда. 11—12 февраля он прибыл в город с первым утренним поездом. При встрече с Азефом Рутенберг изложил ему содержание своих разговоров с Гапоном и спросил, что ему теперь делать. По словам Рутенберга, Азеф был «удивлён и возмущён» рассказанным. Он заявил, что с Гапоном следует немедленно покончить, «как с гадиной», и сделать это должен сам Рутенберг. Для этого Азеф предложил ему следующий план: Рутенберг должен пригласить Гапона на свидание, посадить его на извозчика, вывезти в лес, ткнуть ножом в спину и выбросить в снег. Для исполнения плана ему предоставлялся один из рысаков петербургской боевой организации.
Утром того же дня со вторым петербургским поездом в Гельсингфорс приехал Борис Савинков, заместитель Азефа по руководству боевой организацией. Узнав о рассказе Рутенберга, Савинков присоединился к мнению Азефа о необходимости убить Гапона. Вдвоём они активно убеждали в этом Рутенберга. Третьим человеком, узнавшим о рассказе Рутенберга, был член ЦК партии эсеров Виктор Чернов, проживавший в то время в Гельсингфорсе. Азеф зашёл к нему в тот же день, сообщил о рассказе Рутенберга и спросил его мнения. В отличие от Савинкова, Чернов высказался против убийства Гапона. Чернов мотивировал это тем, что при слепой вере в Гапона значительной части рабочих может сложиться легенда, что революционеры убили его из зависти и боязни его влияния. «Я тогда же утверждал, — вспоминал Чернов, — что хотя репутация известного лица сильно подорвана, но всё-таки ещё есть известные слои, которые в него верят, что однажды приобретённую им славу не так легко вычеркнуть из жизни и что в преступлениях, им совершённых, у нас не может быть для всех бесспорных и очевидных улик». ЦК не может предъявить доказательств его сношений с полицией, кроме показаний Рутенберга об их разговоре, происходившем с глазу на глаз. В качестве альтернативы Чернов предложил убить Гапона «на месте преступления», то есть во время его свидания с Рачковским.
Вечером того же дня все четверо собрались на квартире финского революционера Вальтера Стенбека и обсудили сложившееся положение. Чернов снова повторил свою идею о необходимости убить Гапона «на месте преступления». Азеф после некоторых раздумий присоединился к мнению Чернова и сам стал развивать план двойного убийства Гапона и Рачковского. По воспоминаниям Савинкова, Азеф рассуждал так: «Ну, тогда улика ведь налицо. Честный человек не может иметь свидания с Рачковским. Все убедятся, что Гапон действительно предатель». Сам Савинков продолжал настаивать, что Гапона можно убить и одного, уверяя, что доказательства его предательства рано или поздно найдутся «сами собой». Но в конце концов и он присоединился к мнению старших товарищей. В итоге Азеф и Чернов заявили, что, как члены ЦК, они берут всё на свою ответственность, и от имени ЦК вынесли решение о двойном убийстве. Мнение других членов ЦК, отсутствовавших в Гельсингфорсе, запрошено не было.
В воспоминаниях эсеров не сохранилось упоминаний о том, что именно рассказал им о своих беседах с Гапоном Рутенберг. Однако очевидно, что они истолковали предложения Гапона как попытку проникнуть в боевую организацию с целью предательства. Чернов в одной из поздних статей выражал уверенность, что Гапон хотел войти в боевую организацию по заданию Рачковского. В официальном заявлении партии эсеров по делу Рутенберга в 1909 году действия Гапона определялись как «провокаторские попытки». В то же время лидеры эсеров сознавали, что у них нет убедительных доказательств его вины и что для широких масс его убийство будет непонятным. Именно поэтому они остановились на двойном убийстве Гапона с Рачковским, полагая, что связь Гапона с Рачковским будет наглядным доказательством его вины.
Выработанный план предполагал, что убийство должно быть совершено самим Рутенбергом, так как именно ему Гапон сделал предложение о сотрудничестве с охранкой. Рутенберг должен был притворно согласиться на встречу с Рачковским, пойти туда вместе с Гапоном и убить их вдвоём во время встречи. В помощь Рутенбергу предоставлялись боевики из боевой организации. Бомбу для Гапона должен был приготовить Л. И. Зильберберг. Рутенбергу было также поручено тщательно записывать все свои беседы с Гапоном и эти письменные «отчёты» передавать в ЦК.
По свидетельству Савинкова, Рутенберг неохотно согласился на предложенную ему роль. Его смущала щекотливая сторона дела — его фиктивное согласие Гапону и весь план, построенный на лжи. «Он не привык ещё к тому, что всё боевое дело неизбежно и неизменно строится не только на самопожертвовании, но и на обмане», — вспоминал Савинков. Рутенберг заявил, что не рассчитывает на себя в предлагаемой ему роли, но после некоторых колебаний согласился. О том, как принималось это решение, подробно рассказал в письме к историку Б. И. Николаевскому Виктор Чернов. По словам Чернова, уже при первой встрече с Рутенбергом Азеф и Савинков имели с ним «очень жёсткое объяснение». «Оба, в сущности, говорили, что и право, и долг революционера, к которому является с гнусным предложением предатель, не спрашиваясь и не обращаясь ни к каким инстанциям, реагировать непосредственно — разделаться с ним, и этим смыть оскорбление, нанесённое ему этим предложением». 
«И Азеф, и особенно Савинков буквально припирали к стенке Рутенберга: как мог он, до некоторой степени „создавший“ Гапона и приведший его в партию, так долго и так пассивно воспринимать его „совратительные“ демарши, а в результате прибежать к той же БО и предлагать: вот, мол, я заманю Гапона, а вы его убейте? Азеф ещё сравнительно не так горячился, но Савинков буквально весь кипел от негодования и буквально третировал за это растерянного, удручённого, похожего на „мокрую курицу“ (как выразился потом, в разговоре лично со мной, тот же Савинков) беднягу Рутенберга... Все дальнейшие переговоры, планы, приготовления — были сплошным изнасилованием Рутенберга Азефом и Савинковым, навязывавшим ему самую активную роль в уничтожении Гапона вместе с Рачковским, тогда как Рутенберг всячески упирался, малодушествовал (опять же, по характеристике Савинкова и Азефа) и стремился ограничить свою роль — ролью приманки для Гапона, и передачи всего дальнейшего другим».
Сам Савинков в своих «Воспоминаниях террориста» описывал события немного иначе. Инициативу убийства Гапона он приписывал себе, а идею двойного убийства Гапона с Рачковским — Азефу. Однако эта версия была поставлена под сомнение уже Б. И. Николаевским в ответном письме к Чернову. По мнению Николаевского, «это была типичнейшая игра Азефа с Савинковым, которого он толкал вперёд на роли благородного дурака». В первом разговоре Азеф был за убийство одного Гапона и внушил эту же идею Савинкову. Но, ознакомившись с позицией Чернова, он переметнулся и оставил эту позицию для Савинкова. А дальше уже Савинков, со свойственным ему темпераментом, стал внушать эту мысль Рутенбергу. «А я от Вас же слышал, — писал Николаевский, — как умел Савинков хватать мёртвой хваткой и издеваться над людьми».

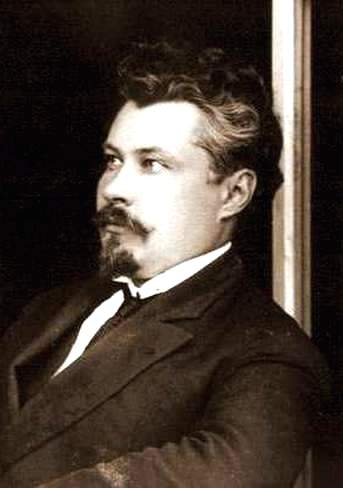
Виктор Чернов

После того как решение об убийстве было принято, Чернов и Савинков покинули Гельсингфорс, а дальнейшие переговоры с Рутенбергом взял на себя Азеф. Чернов, выехав из Гельсингфорса, сообщил о принятом решении другим членам ЦК. По словам Чернова, это решение встретило с их стороны сильную оппозицию. Вначале они не хотели согласиться даже на двойное убийство Гапона и Рачковского. Однако в конце концов с этим решением «примирились». Член ЦК Марк Натансон остался при особом мнении, выступив против убийства Гапона даже вдвоём с Рачковским. Впоследствии он настоял на отмене этого решения. Другой член ЦК, Андрей Аргунов, о принятом решении ничего не знал. О принятии же всем составом ЦК решения об убийстве одного Гапона, по словам Чернова, не было и речи.
На начало 1906 года в состав ЦК партии эсеров входило 6 человек: Е. Ф. Азеф, В. М. Чернов, М. А. Натансон, А. А. Аргунов, Н. И. Ракитников и П. П. Крафт. Первые пять были избраны в состав ЦК на первом съезде партии эсеров в Иматре в декабре 1905 года, а шестой введён туда посредством кооптации. Самым влиятельным из членов ЦК на тот момент был Азеф, и формирование состава ЦК в значительной мере зависело от его усмотрения. Характеризуя его положение в партии, Чернов говорил, что «это было положение одного из самых деятельных членов ЦК, который в известный момент обладает таким влиянием и силой, что берёт на себя миссию воссоздания ЦК в России». В резолюции парижской группы партии эсеров говорилось, что Азеф пользовался столь беспредельной властью и престижем, что ему «была открыта самая широкая возможность насаждать своих сотрудников во всех партийных организациях». В отношениях с другими членами ЦК Азеф нередко проявлял грубость, самомнение, самодовольство и цинизм. Однако его авторитет в партии был настолько высок, что с его мнением считались более, чем со всяким другим. Он единолично вершил самые сложные дела, и ЦК только склонялся перед его железной волей. Что же касается рядовых деятелей партии эсеров, то они хотя и недолюбливали его, но боялись и безропотно исполняли все его приказания.
С особой силой влияние Азефа проявилось в делах об убийстве лиц, заподозренных в сотрудничестве с полицией. В этих делах Азеф проявлял особую решительность, настаивая на непременном убийстве предателей. Когда в партию поступили сведения о предательстве Н. Ю. Татарова, ЦК принял решение отстранить его ото всех дел и избрал комиссию для расследования его дела. Однако приехавший из отпуска Азеф заставил ЦК переменить своё решение. По свидетельству Аргунова, Азеф горячился, ругал всех «мягкотелыми», «воронами» и доказывал, что Татарова надо было немедленно убить. В итоге Татаров был убит без подробного расследования его дела. А по свидетельству Чернова, такую же решительность Азеф проявил в деле об убийстве Гапона.
«Когда в партии возникают подозрения против оказавшегося провокатором Татарова, но недостаточность улик заставляет лишь отстранить последнего от работы, Азеф презрительно заявляет: „Эх, вы! Тут не расследовать надо, а убить. Каких вам ещё надо улик? Разве в таких делах бывают достаточные улики? Разве не видите, что это провокатор?“ И та же самая решительность — в вопросе о Гапоне, когда Рутенбергом разоблачаются провокационные планы последнего».

### Инструкции Азефа Рутенбергу

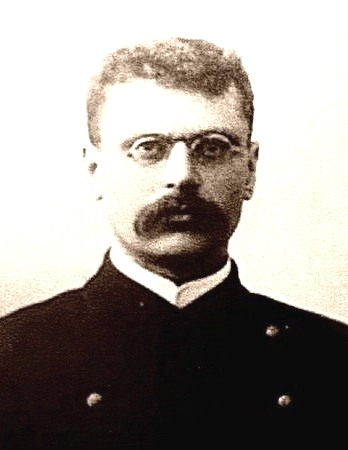
Пётр Рутенберг

После того как решение об убийстве было принято, Чернов и Савинков уехали из Гельсингфорса, а Азеф взял на себя роль инструктора Рутенберга. Согласно выработанному плану, Рутенберг должен был устраниться ото всех дел и прекратить все сношения с ЦК и партийными организациями, чтобы не навести на их след полицию. При следующем свидании с Гапоном он должен был выразить готовность на встречу с Рачковским. Рутенберг должен был назвать себя членом боевой организации и сообщить, что стоит во главе готовящегося покушения на Дурново. Для убедительности ему было поручено симулировать подготовку покушения, расставляя в известное время на улицах Петербурга извозчиков. В помощь ему предоставлялся член боевой организации И. Двойников с лошадью и пролёткой. Добившись согласия на встречу с Рачковским, Рутенберг должен был обусловить своё сотрудничество с ним размером суммы, которую тот заплатит за выдачу покушений. Всё содержание своих переговоров с Гапоном он должен был записывать и в виде «отчётов» передавать представителю ЦК. Представителем ЦК, с которым он должен был сноситься, был Азеф.
В своих воспоминаниях Рутенберг утверждал, что в ходе его бесед с Азефом последний допускал возможность неудачи двойного покушения на Гапона и Рачковского и в случае такой неудачи признавал необходимость убить одного Гапона. Для этого второго случая Азеф заранее приготовил всё необходимое. Он обратился за помощью к представителям финской революционной партии, заявив, что в случае убийства одного Гапона это нужно будет сделать в Финляндии, между Петербургом и Выборгом. Азеф просил предоставить для этого помещение, людей и лошадей. Представитель финской партии ответил, что они готовы предоставить лошадь и двух человек. По данным французской газеты «Le Matin», убийство должно было произойти в Териоках, где в то время проживал со своей семьёй Гапон. Однако местные представители финской партии, узнав, о каком деле идёт речь, наотрез отказались принимать в нём участие. Рутенберг отправился в Петербург, рассчитывая на двойное убийство. На расходы по убийству Гапона Рутенберг получил от ЦК партии эсеров 700 рублей.
21 или 22 февраля Рутенберг прибыл в Петербург и стал действовать согласно намеченному плану. Первая встреча с Гапоном состоялась 24 февраля в Териоках, на квартире Гапона. В ходе разговора Рутенберг выразил желание встретиться с Рачковским и спросил, сколько тот готов ему заплатить. Гапон отвечал неопределённо. Следующая встреча состоялась 1 марта на той же квартире. Гапон рассказывал о своих делах в рабочей организации и предстоящем общественном суде. Рутенберг снова в решительной форме заявил о желании встретиться с Рачковским. Для Гапона это заявление было неожиданным, но он обещал переговорить с полицейским. Действуя согласно инструкциям партии, Рутенберг обусловил встречу с Рачковским размером суммы, которую тот согласится заплатить за выдачу покушений. В результате разговор принял характер торга: Рутенберг назначал цену, а Гапон её сбивал. Было решено, что Гапон переговорит с Рачковским и назначит место свидания. По результатам переговоров свидание было назначено на 4 марта в петербургском ресторане «Контан».
В назначенный день Рутенберг прибыл в ресторан «Контан», но никого там не застал. Рачковский не явился на свидание. На следующий день, 5 марта, Рутенберг встретился с Гапоном, который объяснил, что вышло недоразумение. Рачковский не пришёл на свидание, потому что Рутенберг не сообщил о своём согласии на встречу. Теперь он приглашает его на свидание в следующее воскресенье. Некоторые современные исследователи полагают, что Рачковский не явился на встречу, так как был предупреждён о готовящемся на него покушении. Высказывалось предположение, что Рачковский был предупреждён Азефом. Однако начальник Петербургского охранного отделения А. В. Герасимов в своих мемуарах утверждал, что о готовящемся покушении Рачковского предупредил он. По словам Герасимова, он узнал о готовящемся покушении от одного из своих агентов и сообщил об этом Рачковскому по телефону. Рачковский ответил, что «это смешно» и «этому нельзя верить», и предложил самому Герасимову прийти на встречу. Герасимов благоразумно отказался, но и Рачковский на встречу не пришёл. 

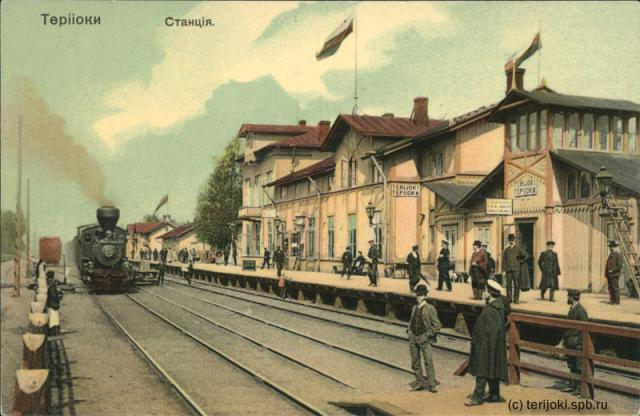
Железнодорожный вокзал в Териоках. Фотография начала XX века

Неудача с Рачковским деморализовала Рутенберга. Он решил, что Рачковский не придёт к нему на свидание, если он предварительно не передаст ему каких-либо агентурных сведений. Ввиду этого Рутенберг решил бросить дело. С этой целью он отправился в Гельсингфорс и встретился с Азефом. На встрече он заявил, что дело не клеится и убить Гапона вдвоём с Рачковским, по-видимому, не удастся. В ответ на это раздосадованный Азеф стал обвинять Рутенберга, что тот не исполняет его инструкций. По словам Рутенберга, Азеф обвинил его в провалах боевой организации в Петербурге и в грубой форме «сорвал на нём злобу». В конце разговора Азеф назначил ему свидание на вечер, чтобы подумать над вопросом, «не оставить ли Рачковского и не покончить ли с одним Гапоном». Как впоследствии утверждал Рутенберг, Азефу в это время уже было известно о негативном отношении ЦК к плану убийства одного Гапона, но он не упомянул об этом ни единым словом. Обиженный грубым тоном Азефа, Рутенберг отказался от свидания и уехал обратно в Петербург, оставив записку, что будет продолжать дело согласно прежним инструкциям.
10 марта Рутенберг в очередной раз встретился с Гапоном в Териоках. Гапон «с жаром и увлечением» рассказывал ему о своём плане убить Герасимова и Рачковского и предлагал принять в нём участие. Рутенберг должен был сообщить что-нибудь Рачковскому, получить деньги, не меньше 25 тысяч, а затем можно было устроить покушения. Для организации покушений Гапон предлагал использовать своих рабочих. Рутенберг отвечал неохотно, но согласился на встречу. Однако к 13 марта снова выяснилось, что Рачковский на встречу не идёт. Тогда Рутенберг в очередной раз решил ликвидировать дело и уехать за границу. Выехав в Гельсингфорс, он передал Азефу свой «отчёт» о последнем разговоре с Гапоном и сообщил запиской, что хочет уехать за границу. Однако Азеф ничего не ответил на эту записку. Тогда Рутенберг связался с Азефом по телефону, но тот ответил, что никакого ответа не будет.
По словам В. М. Чернова, Азеф впоследствии передавал финал своей «возни» с Рутенбергом так: «Рутенберг не выдержал, снова „завял“, и достаточно было Рачковскому один раз не явиться на назначенное свидание, чтобы Рутенберг счёл всё дело проигранным, и опять прибежал говорить о том, что план комбинированной ликвидации невыполним». Азеф решил, «что никакого пива с Рутенбергом не сваришь, что он обратился не в человека, а в слякоть», и в разговоре по телефону обругал его и сказал: «Ну, не можешь (или не хочешь), так нечего и партии с тобою разговаривать, убирайся к чёрту и делай, что хочешь!» По сведениям Рутенберга, во время этого разговора у Азефа был Савинков. Но Савинков сохранял полное молчание. В своих воспоминаниях Рутенберг писал: «Я принял это молчание как упрёк, точнее — как оскорбление за то, что в том или другом виде не привёл в исполнение данное мне ЦК поручение… Решил привести в исполнение приговор ЦК, данное мне поручение относительно его одного».
Впоследствии Рутенберг узнал, что, получив извещение о неудавшемся двойном убийстве Гапона и Рачковского и об его отъезде за границу, ЦК отменил решение об убийстве. Вместо него ЦК принял другое решение — об участии в общественном суде над Гапоном. На этом суде ЦК предполагал обнародовать сведения Рутенберга об его беседах с Гапоном. ЦК сделал об этом публичное заявление и назначил на суд своего представителя. Однако извещённый о данном решении Азеф ничего не сообщил о нём Рутенбергу. Азеф знал о возвращении Рутенберга в Петербург и за два дня до убийства был поставлен в известность о времени готовящегося теракта. Он имел возможность в любой момент связаться с Рутенбергом и остановить его, но этого не сделал.

### Исполнители убийства

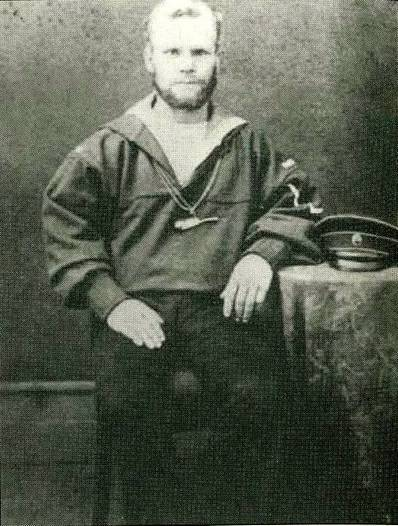
Рабочий А. И. Чудинов, один из возможных участников убийства Гапона

Вернувшись в Петербург, Рутенберг приступил к подготовке убийства одного Гапона. Поскольку представители финской партии отказались от участия в этом деле, Рутенберг стал искать для него других исполнителей. Он пригласил группу рабочих, членов партии эсеров, рассказал им, что Гапон стал предателем, и те согласились принять участие в его убийстве. О принадлежности рабочих к партии эсеров свидетельствуют не менее пяти независимых источников. Кому принадлежала идея убить Гапона руками рабочих, неизвестно. Сам Рутенберг утверждал, что пригласил их на роль «свидетелей», чтобы их «свидетельскими показаниями» заменить недостающую «улику» — труп Рачковского. По мнению же В. М. Чернова, Рутенберг пригласил их потому, что не решился убить Гапона собственными руками. «Он сделал с ними то, что хотел сделать при помощи БО: заманил Гапона, а задачу разделаться с ним сбросил на их плечи».
Сохранились воспоминания нескольких участников убийства, сообщающие об обращении Рутенберга к рабочим. В марте 1909 года в «Петербургской газете» было опубликовано сообщение «товарища Владислава», организатора боевых дружин при Петербургском комитете партии эсеров. По утверждению автора, недели за три до убийства к нему явился Рутенберг и, предъявив мандаты от петербургского комитета, попросил его указать ему несколько надёжных рабочих из числа «сознательных». Рутенберг заявил, что состоялось решение ЦК о совместном убийстве Гапона и Рачковского, и попросил предоставить для этого людей. На вопрос, почему понадобились именно рабочие, Рутенберг ответил, что «Гапон, предавший рабочее дело, должен и погибнуть от руки рабочих». Согласившись с этим, «товарищ Владислав» предоставил ему восемь рабочих-дружинников, из которых затем было отобрано пять. За день до убийства все пятеро во главе с самим «товарищем Владиславом» отправились на место действия в Озерки. Средством убийства должно было стать удавление верёвкой. Однако в назначенный день из Петербурга приехал только один Гапон. Тогда с одобрения Рутенберга было решено убить одного Гапона.
Сообщение «товарища Владислава» подтверждается более поздним свидетельством одного из убийц, с которым уже в советское время беседовал Л. Г. Дейч. В книге Дейча он условно именуется «товарищем Степаном». «Товарищ Степан» рассказывал:
«Среди нас, рабочих эс-эров, были „боевые дружины“, или „пятёрки“, над каждой из которых стоял „организатор“, сносившийся только с другим таким же организатором, а мы, рядовые члены, знали лишь свою пятёрку. Вот однажды наш организатор, собрав нас, сообщил, что поп Гапон стал предателем, что он выдал т. Мартына, — это был псевдоним П. Рутенберга, продался охранке и теперь орудует вместе с главными воротилами полиции — Рачковским и Курловым. Поэтому надо его убить, а заодно и двух последних прихватить. Вся наша пятёрка выразила на это готовность. Организатор нам сообщил, что надо отправиться в Озерки, по Финляндской железной дороге, на такую-то дачу, куда должен прибыть Гапон со своими новыми „товарищами“. Так как мы предположили, что их, наверное, будет сопровождать большая свора сыщиков, филёров, то мы решили, что двое из нас должны с вокзала следить за приезжими. Но когда поезд пришёл, то оказалось, что приехал только Гапон и что никто за ним не следил».
Сам Рутенберг в своих воспоминаниях описывал события несколько иначе. По версии Рутенберга, рабочие, к которым он обратился, доверяли ему, как представителю партии, но не могли смириться с мыслью, что Гапон стал предателем. Тогда Рутенберг предложил им самим убедиться в этом факте. С этой целью он предложил одному из рабочих переодеться извозчиком и подслушать их разговор. 22 марта он встретился с Гапоном, посадил его на извозчика и в пути завёл с ним разговор о Рачковском и о деньгах. Гапон говорил, что Рачковский снова приглашает его на свидание и обещает 25 000 за выдачу одного покушения на Дурново. Рутенберг спрашивал о судьбе людей, которые могут быть арестованы в случае выдачи покушения. Гапон отвечал, что об этом нечего беспокоиться: их можно заранее предупредить, и они скроются. Рутенберг говорил ещё о каких-то деньгах, пожертвованных на нужды рабочих, но Гапон обвинил его в неконспиративности и слез с саней. В дороге Рутенберг выразил готовность на встречу с Рачковским и попросил уточнить время и место свидания. На этом они расстались, и Рутенберг приступил к подготовке убийства.

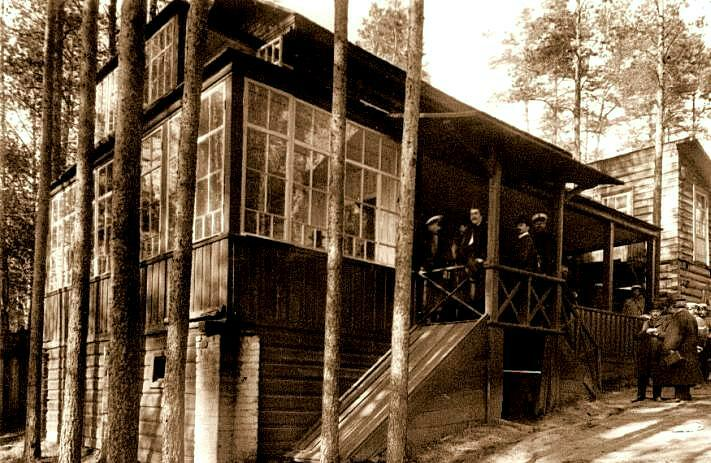
Дача Звержинской в Озерках

Рабочий, переодетый извозчиком, рассказал обо всём своим товарищам, и те убедились, что Гапон стал предателем. Было принято решение арестовать Гапона, предъявить ему обвинение и потребовать объяснений, а затем решить его участь. В качестве места действия была подобрана и нанята пустующая дача в Озерках. Рутенберг явился на дачу в сопровождении «слуги», нанял дачу на имя Ивана Путилина и в целях конспирации поручил дворнику произвести в ней уборку. Паспорт на имя Ивана Путилина принадлежал боевой организации эсеров. 24 марта Рутенберг сообщил лицу, через которое сносился с Азефом, что всё готово для убийства, а 25 или 26 марта это лицо передало сообщение Азефу. Азеф сохранял молчание. Гапону Рутенберг сообщил запиской, чтобы тот назначил день и место свидания с Рачковским. В ответной записке Гапон упрекал Рутенберга в «канители» и сообщал, что свидание назначено в ресторане «Кюба» на 27—28 марта. На словах он передал, что из города никуда не поедет, а в городе придёт на свидание куда угодно. Однако Рутенбергу удалось убедить его выехать 28 марта за город в Озерки, с поездом, отходящим в 4 часа дня. Там его уже поджидали спрятанные рабочие.
По воспоминаниям С. Д. Мстиславского, исполнители убийства Гапона входили в так называемый «Боевой рабочий союз». Союз был создан на базе Советов безработных, среди которых было много уволенных с фабрик и заводов за политическую неблагонадёжность. Первоначально союз носил беспартийный характер, однако в короткое время подпал под влияние партийных большевиков и эсеров. Союз делился на районные дружины, возглавляемые выборными начальниками. Общее руководство принадлежало Совету этих начальников — Центральному Комитету, во главе которого стоял сам Мстиславский. Союз был довольно анархичен и не имел строгой дисциплины. Инициатива на местах принадлежала районным дружинам, каждая из которых имела собственную кассу. Обычным занятием дружинников были перестрелки с дружинами черносотенцев и вооружённые экспроприации магазинов. В силу низкой дисциплины значительная часть экспроприированных денег оседала в карманах самих боевиков. Со временем часть дружин перешла в подчинение партийным организациям, а остальные «распылились в частных эксах». По словам Мстиславского, в убийстве Гапона принимали участие партийные дружинники с Выборгской стороны — рабочие-эсеры Казимир Мижейко, Матти Тойкка и Василий Тимошечкин. По другим данным, основанным на семейном предании, в убийстве участвовал также рабочий-эсер Александр Игнатьевич Чудинов.
Имена других участников убийства неизвестны. В журнале «Былое» в 1909 году вместе с воспоминаниями Рутенберга были напечатаны воспоминания некоего «свидетеля» событий, подписавшегося криптонимом «N. N.». По сведениям историка Б. И. Николаевского, автором этих воспоминаний был А. А. Дикгоф-Деренталь, член партии эсеров «и отнюдь не рабочий». Однако автор воспоминаний не утверждал, что был участником убийства. На склоне лет В. Л. Бурцев в парижском сборнике «Былое» (1933, № 2) утверждал, что «это тот самый Деренталь-Дикгоф, убийца Гапона, который затягивал петлю на его шее в Озерках в 1906 г. Тогда он собственноручно повесил Гапона за то, что тот завязал сношения с охранниками…». С. Д. Мстиславский в своей повести «Смерть Гапона» выводил в качестве одного из участников убийства самого себя. Однако повесть Мстиславского написана в художественном жанре и изобилует вымышленными подробностями. А критики творчества Мстиславского отмечали его склонность выводить себя в роли главного действующего лица во всех исторических событиях.
В докладе заведующего заграничной агентурой Департамента полиции статского советника А. М. Гартинга от 14 (27) июня 1906 года, между прочим, указывалось, что при убийстве Гапона, кроме Рутенберга, присутствовал и «неизвестный сотрудник Департамента».

### Финальная сцена трагедии

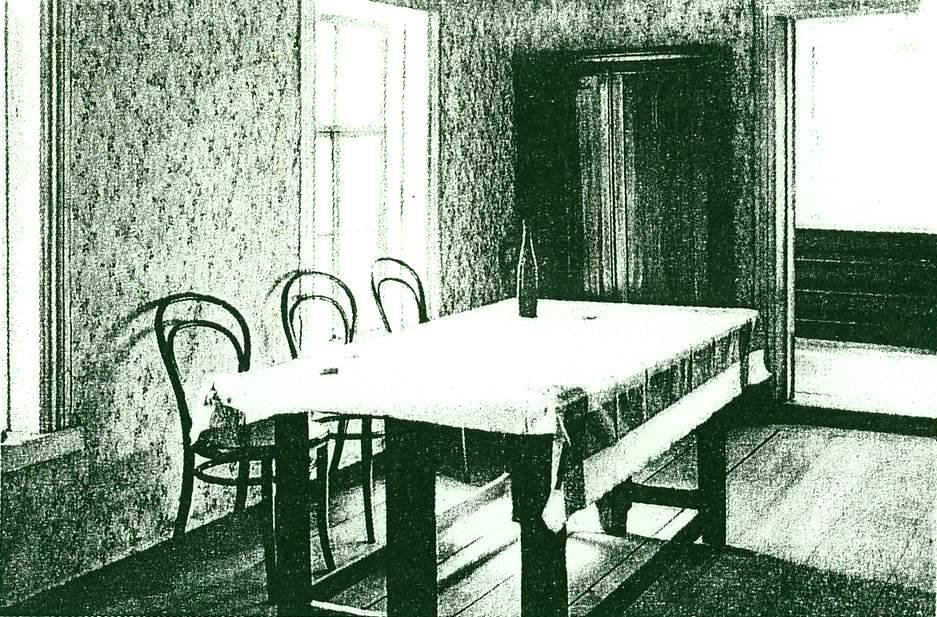
Дача Звержинской в Озерках. Интерьер комнаты, в которой произошло убийство Гапона

Утром 28 марта все исполнители убийства были собраны на даче и ожидали прибытия Гапона. По свидетельству «товарища Владислава», Рутенберг сообщил им, что Гапон прибудет на дачу в сопровождении Рачковского. А по словам «товарища Степана», они ожидали, что Гапон прибудет в сопровождении «целой своры сыщиков». Поэтому все боевики были вооружены браунингами на случай, если возникнет перестрелка. Перед прибытием поезда один или два боевика отправились на станцию, чтобы издалека следить за приехавшими и при необходимости уложить их выстрелами. В случае же, если всё обойдётся благополучно, орудием убийства должна была послужить верёвка. Сам Рутенберг должен был встретить Гапона на станции и проводить его на дачу.
Гапон, как и обещал, приехал из Петербурга с поездом, отходившим в 4 часа дня. Рутенберг встретил его на станции и, оставив под предлогом осмотра дороги, отправился к «товарищу Владиславу», которому сообщил, что Гапон приехал один. Обсудив сложившееся положение, они решили, что отступать уже поздно и придётся убивать одного Гапона. «Товарищ Владислав» вернулся на дачу, сообщил о перемене и удалил в ближайший лесок часть рабочих, которые стали не нужны. Рутенберг возвратился к Гапону. По словам Рутенберга, Гапон ожидал его на главной улице Озерков. Гапон встретил его, посмеиваясь над его нерешительностью: и хочешь идти к Рачковскому, да боишься. Рутенберг ответил, что его беспокоит судьба тех людей, которые могут быть арестованы в случае выдачи покушений. Гапон отвечал, что их можно предупредить, и они скроются. В случае же, если кто-то будет арестован, можно организовать им побег. Он спрашивал, сколько это может стоить, и предлагал для этого деньги. По дороге Гапон развивал разные планы, как спасти арестованных людей. Затем Гапон спросил, нет ли здесь места, где можно посидеть и закусить. Рутенберг ответил, что у него здесь одна из конспиративных квартир, и повёл его прямо на дачу.
Дальнейшее развитие событий источники описывают по-разному. По версии «товарища Владислава», когда Гапон и Рутенберг пришли на дачу, «товарищ Владислав» встретил их под видом сторожа, зажёг свечу и проводил по лестнице в ту комнату, где были спрятаны поджидавшие рабочие. Здесь Рутенберг объявил Гапону, что его ждёт, а остальные повалили его на пол, связали и задушили верёвкой. На всё ушло каких-нибудь полчаса.
«Вскоре пришли тов. Р<утенбер>г и Гапон; я их впустил; на вопрос Гапона, кто я, Рутенберг назвал меня сторожем при даче, и сказал, чтобы я посветил им; я зажёг свечку и повёл их прямо в ту комнату, где ждали нас оставшиеся два товарища и где впоследствии был найден труп. Увидев ещё двух человек, Гапон, видимо, встревожился: он побледнел и голос у него дрожал, когда спрашивал, кто это и зачем. Тогда Рутенберг объявил, что его ждёт… Его опрокинули на пол, Рутенберг зажал ему рот, я держал за ноги, тов. „Синичка“ (рабочий) за руки, а тов. „Гриша“ (тоже рабочий) затянул петлю. Через полчаса Гапон был трупом, после чего всё было приведено в такой вид, в каком после найдено судебными властями; мы покинули дачу, встретились с поджидавшими нас остальными товарищами и, небольшими группами, отбыли в Петербург».
В воспоминаниях Рутенберга события излагаются несколько иначе. По версии Рутенберга, они с Гапоном пришли на дачу одни, и их никто не встретил. Рабочие прятались в маленькой комнате на верхнем этаже. Предполагалось, что Рутенберг поднимется по лестнице, выпустит рабочих, они свяжут Гапона и предъявят ему обвинение. Однако всё вышло по-другому. Гапон первым поднялся по лестнице, вошёл в большую переднюю комнату, сбросил с себя шубу и уселся на диван. Диван стоял напротив двери в маленькую комнату, и Рутенберг не мог выпустить рабочих, опасаясь, что начнётся стрельба. Он в раздумье ходил по комнате, думая, что делать. В это время Гапон начал говорить и неожиданно заговорил так откровенно, что сам Рутенберг не ожидал. Гапон стал уговаривать его пойти к Рачковскому и рассказать о покушениях. «Надо кончать. И чего ты ломаешься? 25 000 — большие деньги», — убеждал Гапон. Рабочие сидели в соседней комнате и сквозь тонкую перегородку слышали весь разговор.
Рутенберг стал задавать Гапону наводящие вопросы. Он говорил, что опасается за судьбу участников покушений: ведь их отправят на виселицу. Гапон снова повторил, что их можно предупредить, а в крайнем случае устроить им побег. Когда же Рутенберг сказал, что убежит только часть, а остальных всё-таки повесят, Гапон в раздражении заявил: «Жаль!.. Ничего не поделаешь! Посылаешь же ты, наконец, Каляева на виселицу?» Рутенберг говорил ещё о каких-то деньгах, о самоубийстве рабочего Черёмухина, о газетных разоблачениях и многом другом. А Гапон на всё отвечал и с каждым ответом становился всё наглее и циничнее. Наконец, Рутенберг прямо задал ему вопрос: «А если бы рабочие, хотя бы твои, узнали про твои сношения с Рачковским?» — «Ничего они не узнают, — отвечал Гапон. — А если бы и узнали, я скажу, что сносился для их же пользы». — «А если бы я опубликовал всё это?» — «Ты, конечно, этого не сделаешь, и говорить не стоит… А если бы сделал, я напечатал бы в газетах, что ты сумасшедший, что я знать ничего не знаю. Ни доказательств, ни свидетелей у тебя нет. И мне, конечно, поверили бы». В заключение этой сцены Рутенберг направился к дверям маленькой комнаты, открыл их и выпустил оттуда «свидетелей». 
Сюжет с «подслушивающими свидетелями» встречается и у других авторов — у «товарища Степана» из книги Л. Г. Дейча, у автора из «Былого» (если только «товарищ Степан», «товарищ Владислав» и Дикгоф-Деренталь не одно и то же лицо) и в повести С. Д. Мстиславского «Смерть Гапона». По воспоминаниям «товарища Степана», рабочие спрятались в маленькой комнате и начали закусывать хлебом и колбасой. В это время по лестнице послышались шаги, и рядом с комнатой уселись двое. Рабочие услышали голос Гапона, который начал уговаривать «товарища Мартына» согласиться «за 25 000 р. выдать одно покушение, а за два можно получить 50 000 руб. и 100 000 — за четыре». «Он говорил так нагло, нахально, что мы ушам своим не верили», — вспоминал «товарищ Степан». Их страшно томил этот казавшийся бесконечным разговор, но Рутенберг никак не выпускал их из засады, а всё продолжал задавать Гапону наводящие вопросы. Рабочих разбирало нетерпение. «И такое тяжёлое у нас было состояние, что и теперь вспоминать неприятно… Не могу передать, какое отвратительное состояние — ожидать с минуты на минуту, что вот придётся убивать человека», — рассказывал «товарищ Степан».
Наконец, Рутенберг открыл дверь, выпустил рабочих, и они с криком набросились на Гапона. По воспоминаниям Рутенберга, Гапон крикнул было в первую минуту: «Мартын!» — но увидел перед собой знакомое лицо рабочего и «понял всё». Рабочие повалили его на пол и стали связывать, но он отчаянно боролся. По словам «товарища Степана», среди рабочих был «молотобоец Павел», высокий жилистый парень, лично знавший Гапона. Он бросился на Гапона и, повалив его на пол, стал душить своими железными руками. Однако тот извернулся и в свою очередь подмял под себя «Павла». На помощь «товарищу Павлу» бросился «товарищ Сергей», но Гапон и его повалил, обнаружив неимоверную ловкость и силу. Тогда «товарищ Степан» схватил верёвку, вероятно, случайно оставленную дворником, приносившим дрова, и закинул ему на шею петлю. Все вместе потянули его в соседнюю комнату и подвесили на вбитый над вешалкой крюк. Перед смертью Гапон прохрипел, что сделал всё это «ради бывшей у него идеи». «Товарищи, братцы. Не верьте тому, что слышали. Я по-прежнему за вас, у меня своя идея», — пытался сказать Гапон. «Всего не припомню, что он нам и мы ему говорили», — рассказывал «товарищ Степан». — «Такое было состояние, что невозможно передать: скверная вещь убивать, хотя бы и изменника».
Сам Рутенберг не присутствовал при исполнении убийства. Когда Гапона связали, он спустился по лестнице на первый этаж и ожидал развязки на стеклянной веранде. Поднялся наверх, только когда ему сообщили, что Гапон мёртв. По воспоминаниям автора из «Былого», у Рутенберга была нервная лихорадка. Он долго смотрел на висящий труп Гапона и думал о чём-то своём. «Тут лицо его исказилось и, весь дрожа, он неожиданно сказал: „Ведь друг он мне когда-то был!… Боже мой… Боже мой! Какой ужас… Но так надо было…“ Плечи его судорожно вздрагивали, лицо было мёртвенно-бледно. Я просил его успокоиться. „Он получил то, что заслужил“, — сказал я ему про Гапона. — „Да… Но всё-таки… Какой ужас… Какой ужас! Ведь сколько связано у меня было с этим человеком! Сколько крови…“»
Гапон был убит в 7 часов вечера 28 марта 1906 года. Убийцы обыскали карманы покойного и изъяли у него кожаный бумажник и две записные книжки. В бумажнике оказались 1300 рублей, десять разных записок и расписок, две визитные карточки и ключи от несгораемого ящика № 414 банка «Лионский кредит». Ключи и документы забрал с собой Рутенберг, а деньги поделили между собой исполнители. Затем дачу заперли, а ключ от входной двери бросили в прорубь. Когда в газетах появились сообщения, что Гапон при убийстве был ограблен, из Берлина на имя адвоката Марголина были высланы 1300 рублей новыми купюрами.

### Отречение Азефа

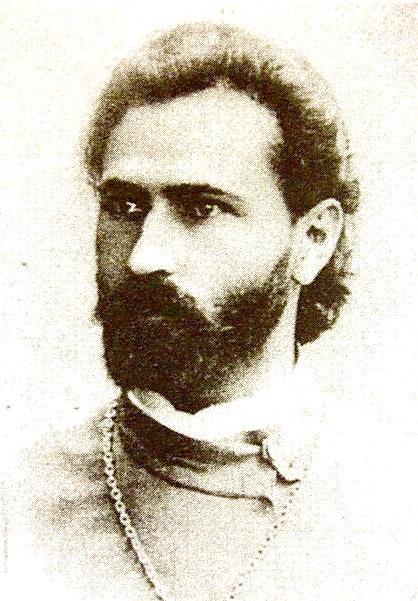
Георгий Гапон

Утром 29 марта Рутенберг прибыл в Гельсингфорс. Он передал ЦК изъятые вещи Гапона и набросок заявления для печати и уехал в деревню. Через несколько дней к нему явился член боевой организации Б. Н. Моисеенко и от имени Азефа заявил, что ЦК отказывается что-либо заявлять по этому делу, так как считает его частным делом Рутенберга. Рутенберг удивился и выехал в Гельсингфорс. Тем временем в Гельсингфорс из Москвы прибыл Савинков. При встрече с Азефом последний между делом сообщил ему: «А ты знаешь, Гапон убит». Савинков удивился и спросил: «Кем?» — «Мартыном (Рутенбергом)». — «Партия разрешила?» — «Нет, Мартын действовал самостоятельно».
В тот же день Азеф и Савинков вдвоём отправились к Рутенбергу. «Приход их был для меня невыразимой радостью, — вспоминал Рутенберг. — Оба обнимали, целовали меня. Савинков — искренне и просто, Азеф — снисходительно, прощающе». Савинков полагал, что партия должна объявить смерть Гапона партийным делом. Азеф, напротив, категорически заявил, что ЦК этого не сделает. Он также сказал, что в заявлении о смерти Гапона не должно быть ни слова о причастности к нему партии и боевой организации. Тогда все втроём отправились к Марку Натансону. Но Натансон решительно поддержал Азефа. Натансон заявил, что считает убийство Гапона частным делом Рутенберга, который один имел на это «моральное право». Когда же Рутенберг сослался на приговор ЦК, Натансон сказал, что о произошедшем в Озерках ЦК ничего не подозревал. Получив известие, что Рутенберг ликвидирует дело и уезжает за границу, ЦК отменил приговор и выразил согласие на участие в общественном суде над Гапоном. ЦК уже назначил в этот суд своего представителя, который должен был предъявить показания Рутенберга о сношениях Гапона с Рачковским. Теперь, когда выяснилось, что Гапон убит, ЦК не может признать это партийным делом, так как «ЦК не может одновременно судить и убивать».
Натансон предложил ничего не публиковать о деле Гапона и оставить его тайной. «Мало ли в революции бывает тайн». Тогда Рутенберг предложил составить заявление от своего собственного имени. На это Азеф ответил, что от своего имени Рутенберг может заявлять всё, что угодно, но чтобы в этом заявлении ни словом не упоминалось ни о ЦК, ни о боевой организации. Натансон поддержал Азефа, и Савинков тоже не возражал. Рутенберг составил от своего имени набросок заявления от имени «суда рабочих». Азеф, ознакомившись с документом, предложил выслать его из-за границы, чтобы не скомпрометировать город, в котором они находятся. По распоряжению Азефа вещи Гапона были отправлены в Берлин и оттуда высланы на имя адвоката Гапона С. П. Марголина. Оригиналы записок Гапона и его записные книжки остались в распоряжении Азефа. Рутенберг выехал за границу и прибыл в Женеву, где отдал составленное им заявление для редактирования Михаилу Гоцу. Гоц, в свою очередь, посоветовал не ставить под заявлением подписи Рутенберга, сказав, что анонимность заявления делу не повредит. В результате в Петербург из Берлина был отправлен анонимный «приговор суда рабочих», который появился в газетах 19 апреля.
Между тем уже 16 апреля в газетах за подписью «Маска» появилась статья И. Ф. Манасевича-Мануйлова «К убийству о. Гапона», в которой сообщалось, что Гапона убил «член боевой организации» эсеров Мартын Рутенберг. В статье утверждалось, что Рутенберг первым выразил желание сотрудничать с полицией, а затем убил Гапона, как своего «демона-искусителя». 26 апреля ЦК партии эсеров опроверг эти сообщения, заявив, что они являются «гнусной клеветой», однако умолчал о своём собственном участии в этом деле. В заявлении ЦК утверждалось, что Гапон после 1905 года «не имел сношений ни с одной из партийных организаций». По сведениям Рутенберга, составителем этого заявления был В. М. Чернов, принимавший непосредственное участие в решении участи Гапона. 4 мая в официальной газете эсеров «Дело народа» в анонимном обзоре печати Чернов снова опроверг слухи о причастности партии к этому убийству. Комментируя версии об убийстве Гапона, Чернов писал: «Первое соображение — относительно с.-р. организации, — даже совершенно излишне. — Всем достаточно хорошо известно, что эта организация post factum всегда прямо и открыто заявляет, что она совершила такой-то факт и по таким-то причинам. Тем же порядком извещала она каждый раз и об устранении лиц, уличённых ею во вредных для партии сношениях с полицией… Вопрос о том, кто убил Гапона, совершенно разрешается опубликованным во всех газетах приговором суда рабочих, которому почему-то не хотели верить…»

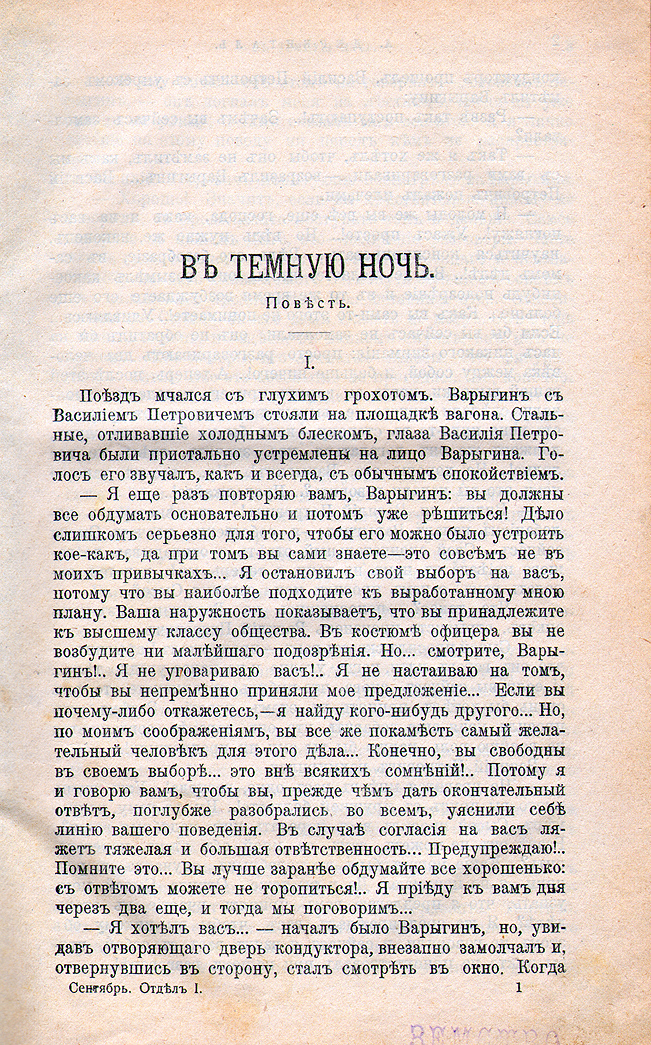
По горячим следам после убийства Гапона была написана повесть А. А. Дикгофа-Деренталя «В тёмную ночь» об убийцах-террористах, «Русское богатство», 1907, №№ 9—11

Внутри партии эсеров получила распространение другая версия убийства. Здесь признавали, что Гапон был убит Рутенбергом, но считали, что он действовал по собственной инициативе. Отношение к этому поступку было разное. Одни, как Савинков, одобряли поступок Рутенберга. Другие, как Чернов, видели в нём досадное недоразумение, оправданное только обстоятельствами дела. В письме к Рутенбергу в конце 1906 года Чернов писал: «Я вполне понимаю, — да и другие товарищи тоже, — что моральное потрясение, произведённое в вас падением лица, в которое вы верили и которое олицетворяло собою славные исторические дни, вместе с волнением, без которого не могло обойтись решение вычеркнуть это лицо из истории, были совершенно достаточным основанием для происшедшего недоразумения… И лично мне во всём этом странно только одно: как вы теперь можете ещё думать и утверждать, что вы имели полномочия на то, что произошло». Наконец, третьи осуждали поступок Рутенберга, видя в нём проявление личной мести. Один из старейших членов партии Осип Минор, узнав о происшедшем от жены Азефа Л. Минкиной, был в сильнейшем негодовании против Рутенберга, говоря, что «совершённое им убийство Гапона отнюдь не является геройским поступком, потому что в данном случае он действовал не в целях партийных, а лишь из чувства личной мести». Когда же Минкина сообщила, что Рутенберг находится в удручённом состоянии и близок к самоубийству, Минор ответил, что «это, в сущности, наилучший способ для него выйти из того положения, в которое он себя поставил, ибо в партии социалистов-революционеров ему больше нечего делать».
Сам Рутенберг не был согласен ни с одной из этих версий. После того, как в обществе распространилось мнение, что он убил Гапона по личным мотивам, Рутенберг стал добиваться от партии, чтобы она признала своё участие в этом деле. В устных и письменных заявлениях он настаивал, что действовал по поручению ЦК и что исполнители убийства были уверены, что исполняют решение ЦК. Он утверждал, что член ЦК Азеф дал ему разрешение на убийство одного Гапона в случае, если двойное убийство Гапона с Рачковским не удастся. Он также утверждал, что Азеф за два дня до убийства был поставлен в известность о его подготовке, но его не остановил, и, наконец, что Азеф сам помогал ему в этой подготовке советами и указанием лиц, которые должны были убить одного Гапона. Однако Азеф категорически отрицал эти обвинения. Для ЦК вопрос свёлся к тому, что либо Рутенберг, либо Азеф говорил неправду. А поскольку авторитет Азефа в партии был непререкаем, то ЦК верил ему, а не Рутенбергу. В июле 1906 года Азеф встретился с Рутенбергом в Гейдельберге и упрекнул его в том, что он рассказывает о деле не так, как было в действительности. Когда же Рутенберг возразил, Азеф поставил вопрос так: «Хорошо, вы мне скажите одно: поручал я вам убийство Гапона или нет?» — «Конечно». — «Вы лжёте, Мартын Иванович!» В конце разговора Азеф заявил, что у Рутенберга расстроены нервы, и предложил ему поехать в Россию и заняться работой. «Его предложение поехать в Россию я принял как совершенно определённое намерение помочь мне повиснуть на ближайшей виселице», — вспоминал Рутенберг.
Савинков закончил тем, что полностью присоединился к мнению ЦК. «Я считал, что центральный комитет действовал правильно, — писал впоследствии Савинков. — Я хорошо помнил, что Азеф и Чернов высказались против убийства одного Гапона». Удручённый отказом партии, Рутенберг впал в состояние депрессии. Он считал, что Азеф и Савинков предали его, сначала послав на убийство Гапона, а затем отказавшись взять за него ответственность. Одно время Рутенберг был близок к самоубийству, а затем стал вынашивать план убийства Азефа и Савинкова, которые должны были повиснуть «на такой же вешалке», что и Гапон. В письме к Савинкову от 19 февраля 1908 года Рутенберг писал:
«И с неумолимой логикой я подводил к тому, что раз повесил Г<апона>, то на такой же вешалке должен повисеть и Пав<ел> Ив<анович> <Савинков>, и Ив<ан> Ник<олаевич> <Азеф>. И перед глазами стояли та же комната с печкой в углу, та же вешалка и на ней два тела, толстое и тонкое, с равно потемневшими лицами, с равно вытянутыми шеями, равно сломанными торсами и подтянутыми ногами… И волосы подымались дыбом. И душу жгло от еле переносимого удовлетворения от правильности и нужности стоявшей перед глазами картины».
В 1907 году Рутенберг поселился на острове Капри у Максима Горького и принялся писать воспоминания об убийстве Гапона. Эти воспоминания должны были реабилитировать его в глазах общества как революционера. Однако из-за противодействия ЦК книга не выходила в свет вплоть до разоблачения Азефа. Только после разоблачения Азефа, в феврале 1909 года, партия официально признала свою причастность к этому делу. В августе 1909 года Рутенберг издал свою книгу, добавив в неё всё то, что касалось роли ЦК и лично Азефа в деле убийства Гапона.
История с Гапоном морально надломила Рутенберга. Он долго не мог оправиться от шока, пережитого в момент убийства. В беседе с Савинковым он говорил: «Я вижу его во сне… Он мне всё мерещится. Подумай, — ведь я его спас девятого января… А теперь он висит!» Когда Рутенберг готовил к изданию свою книгу, издатель через Максима Горького попросил его внести в неё дополнения. «А меня брал ужас не только писать, но даже думать об этом деле», — вспоминал Рутенберг. Последующий конфликт с ЦК, вызванный отказом признать убийство Гапона партийным делом, окончательно деморализовал Рутенберга. По словам Чернова, история с Гапоном сломила его как революционера. Впоследствии Рутенберг отошёл от революции, вернулся к иудаизму и стал одним из деятелей сионистского движения. Несмотря на это, после февральской революции 1917 года он вернулся из эмиграции в Россию и снова принял активное участие в развертывающихся политических событиях на стороне Керенского и эсеров, несколько раз даже занимая руководящие посты и противодействуя большевикам до и после октябрьской революции. В конечном счете из-за восстановления советской власти в Одессе Рутенберг был вынужден опять эмигрировать в 1919-м году. После этого уехал в Палестину, где принял участие в электрификации страны и в создании государства Израиль. О своём участии в деле Гапона он старался не вспоминать и не любил, когда ему об этом напоминали. Когда в Советской России решили переиздать его книгу об убийстве Гапона, он активно протестовал, и книга была издана без его согласия. А в конце жизни Рутенберг признавался в частном разговоре: «Я до сих пор не уверен, было ли убийство Гапона справедливым, был ли он на самом деле агентом-провокатором».